# Soy Cuba
Pour plus de détails, voir Fiche technique et Distribution.
Soy Cuba (russe : Я — Куба, Ya - Kuba ; litt. « Je suis Cuba ») est un film dramatique à sketches soviéto-cubain réalisé par Mikhaïl Kalatozov et sorti en 1964. Il est tourné peu après la victoire de la révolution cubaine, l'instauration du régime socialiste à Cuba et l'établissement de relations soviéto-cubaines privilégiées.
Le scénario est écrit par le poète soviétique Ievgueni Ievtouchenko et l'écrivain cubain Enrique Pineda Barnet. Ievtouchenko s'est rendu plusieurs fois à Cuba et a consacré un cycle de poèmes à la transformation révolutionnaire. En 1963, il achève un poème en prose, Soy Cuba, qui sert de base au scénario. Sur le plan thématique, le film s'inspire des événements pré-révolutionnaires, l'oppression du peuple cubain par le régime pro-américain de Fulgencio Batista et le début du soulèvement. Sur le plan narratif, il se compose de quatre histoires sans lien entre elles, et l'action est accompagnée d'un commentaire en voix hors champ du nom de « Cuba ». Dans les années 1960, en raison de la diffusion des idées socialistes, le thème de la révolution est devenu pertinent non seulement pour le cinéma soviétique, mais aussi pour le cinéma occidental. Le sujet et le style du film de Kalatozov sont également influencés par les changements politiques et sociaux d'alors en Union soviétique (déstalinisation, dégel de Khrouchtchev) et par le regain d'intérêt pour les recherches avant-gardistes du cinéma soviétique des années 1920. Il contient des références et des allusions non seulement aux premières œuvres de Kalatozov et du cinéma d'avant-garde soviétique portant sur des thèmes révolutionnaires, mais aussi celles du cinéma occidental telles que La dolce vita (1960) de Federico Fellini, Spartacus (1960) de Stanley Kubrick ou El otro Cristóbal (1963) d'Armand Gatti.
Le film est tourné de 1963 à 1964 avec une aide considérable des autorités soviétiques et cubaines, pendant l'un des épisodes les plus intenses de la guerre froide : la crise des missiles de Cuba et le blocus américain de l'île qui entraîne une situation économique délicate dans le pays. Au cours des mois de préparation et pendant le tournage, des spécialistes soviétiques ont formé les cinéastes cubains à acquérir un savoir-faire professionnel. Des figures éminentes de l'art cubain — le scénariste Pineda Barnet, l'artiste René Portocarrero, le compositeur Carlos Fariñas et d'autres — ont participé au film. Des centaines de figurants ont participé à certaines scènes de foule. La distribution est majoritairement semi-professionnelle, à l'exception de quelques interprètes expérimentés comme Jean Bouise ou Sergio Corrieri, et les marins américains du film sont interprétés par des Européens.
Tout en ayant une intrigue clairement propagandiste et un parti pris anti-américain, le film se distingue par un grand professionnalisme technique, qui est principalement attribué aux innovations du chef opérateur Sergueï Ouroussevski et de son équipe. Ce fut la dernière collaboration entre le chef opérateur et le réalisateur Kalatozov. Dans le film ont été utilisées des prises de vue complexes en termes de mise en scène (assemblage et telescopage de plans lors du montage, tournage de scènes dynamiques avec une caméra portative transférée de main à main, utilisation de structures d'ingénierie créées ad hoc, etc.). Lorsque le film sort en 1964, il est froidement accueilli par la critique et le public, tant soviétique que cubain. On lui reproche surtout sa faiblesse scénaristique, son manque de conviction dramaturgique, ses personnages et ses dialogues stéréotypés, son pathos excessif et son désir outrancier d'expérimentation. Il a été vu par 5,3 millions de spectateurs au cours de son année d'exploitation au box-office soviétique, et s'est classé à l'avant-dernière place (39e) parmi les films nationaux. Pourtant, malgré les accusations de formalisme, de nombreux critiques du film ont noté ses qualités visuelles et stylistiques exceptionnelles. Il a remporté le Grand Prix lors du VIe Congrès de l'Union internationale des associations techniques cinématographiques (UNIATEC) à Milan.
Longtemps resté inaccessible au public, le film a surtout fait l'objet de publications spécialisées. Un regain d'intérêt est apparu au début des années 1990, lorsqu'il s'est repopularisé dans les milieux professionnels. Au milieu des années 1990, les cinéastes américains Francis Ford Coppola et Martin Scorsese discernent immédiatement ses qualités artistiques derrière les clichés idéologiques et décident de contribuer à le repopulariser auprès du grand public. Le film a été restauré, présenté dans divers festivals de cinéma et projeté dans le cadre d'études cinématographiques et de séances spécialisées. Le travail visuel de la caméra a été salué par les critiques, les réalisateurs et les chefs opérateurs. En 2005, un documentaire brésilien, Soy Cuba, le mammouth sibérien, est consacré à la création du projet cinématographique soviéto-cubain.

## Synopsis
Le film se compose de quatre histoires distinctes sur le sort des gens à la veille des événements révolutionnaires sur l'île de Cuba. Des scènes de la vie prérévolutionnaire sous le régime autoritaire de Fulgencio Batista sont accompagnées d'un commentaire en voix hors champ de Raquel Revuelta, personnifiant Cuba,.
- René, un vendeur de fruits ambulant, tombe amoureux de Maria, une fille qui vit dans un quartier pauvre de La Havane. Dans d'autres cercles, elle est connue sous le nom de Betty, qui, pour un morceau de pain, vend son corps aux riches touristes américains qui font la fête dans les quartiers chauds de la capitale. Jim, un Américain qui rencontre Betty au bar de l'hôtel Capri, la persuade de passer la nuit avec lui chez elle. Au matin, il veut lui acheter une croix pectorale. Betty n'est pas d'accord, mais Jim laisse l'argent et part avec la croix. C'est alors qu'apparaît Renée qui, en entendant Jim appeler la fille Betty, comprend qu'il s'agit d'une prostituée. L'Américain passe ensuite des bidonvilles au centre-ville. Une voix hors champ commente les actions de l'Américain : « Je suis Cuba. Pourquoi courez-vous ? Tu es venu ici pour t'amuser. S'amuser. N'est-ce pas une photo amusante ? Ne baissez pas les yeux, regardez ! Moi, Cuba, je suis pour vous des casinos, des bars, des hôtels, des bordels, mais les mains de ces enfants et de ces vieillards sont aussi moi, Cuba »[3],[4].
- Pedro, un vieux paysan veuf, après avoir envoyé ses enfants à la ville, brûle sa hutte et sa récolte de canne à sucre durement gagnée après avoir appris du propriétaire terrien que la terre louée a été vendue à la société américaine United Fruit[5]. Le vieil homme veut tuer son cheval avec une machette, mais change d'avis et tombe raide mort, étouffé par la fumée, tandis qu'on entend une voix hors champ : « Je suis Cuba. Parfois, j'ai l'impression que les troncs de mes palmiers sont remplis de sang. Parfois, je pense que ce n'est pas la mer mais les larmes qui se balancent autour de moi. Qui est responsable de ce sang, qui est responsable de ces larmes ? »[6],[7].
- Les étudiants de l'université de La Havane subvertissent le régime de Batista en commettant des actes de sabotage, en imprimant et en distribuant des tracts contenant des informations sur les unités de guérilla de Fidel Castro qui opèrent dans les montagnes de la Sierra Maestra, dans le sud-est de Cuba. Enrique, l'un des meneurs étudiants, rompt avec ses camarades dans un centre commercial après l'attaque d'un cinéma diffusant de la propagande gouvernementale. C'est là qu'il vient en aide à une jeune fille de la région, victime de harcèlement de la part de marins américains. Plus tard, Enrique a l'intention d'abattre le chef de la police brutale dans son appartement avec un fusil à lunette, mais lorsqu'il le voit avec sa femme et ses enfants, il refuse de le tuer. La police prend d'assaut le campus universitaire, disperse la manifestation et tue les militants, dont Enrique. Son corps est porté dans les rues de La Havane, et des centaines de personnes participent au cortège funèbre. Pendant la nuit, les troupes gouvernementales capturent plusieurs soldats rebelles. Au cours de l'interrogatoire, ils tentent de savoir où se trouve leur chef Castro, mais les rebelles répondent courageusement à tour de rôle : « Je suis Fidel », « Je suis Fidel », « Je suis Fidel »[6],[8].
- Le paysan Mariano hésite à prendre les armes et à partir dans les montagnes pour rejoindre les rebelles, mais après un raid aérien sur sa maison et la mort de son fils lors de la première bataille, il se procure un fusil et rejoint la rébellion. La voix hors champ dit : « Je suis Cuba. Vos mains sont habituées à la houe, mais maintenant vous avez un fusil dans les mains. Tu ne tires pas pour tuer. Vous tirez sur votre passé. Vous tirez pour protéger votre avenir »[6]. Les rebelles remportent la bataille et occupent ensuite La Havane au son d'une marche de liesse, qui conduira plus tard au renversement du régime pro-américain de Batista et à l'instauration d'un pouvoir révolutionnaire dans tout le pays[9],[10].

## Fiche technique
- Titre original espagnol et français : Soy Cuba (litt. « Je suis Cuba » en espagnol)[13]
- Titre russe : Я — Куба (Ya - Kuba)
- Réalisation : Mikhaïl Kalatozov (sous le nom de « Mijail Kalatozov »)
- Scénario : Enrique Pineda Barnet et Ievgueni Ievtouchenko
- Photographie : Sergueï Ouroussevski
- Montage : Nina Glagoleva (ru) (sous le nom de « N. Glagoleva »)
- Musique : Carlos Fariñas
- Décors : Ievgueni Svidietelev
- Costumes : René Portocarrero
- Effets spéciaux : Boris Travkine (ru) (sous le nom de « B. Travkin »), A. Vinokurov
- Production : Bela Fridman, Semion Malkine (sous le nom de « Semión Mariajin »), Miguel Mendoza
- Société de production : Instituto Cubano del Arte e Industrias Cinematográficos (ICAIC), Mosfilm
- Pays de production :  Union soviétique -  Cuba
- Langue originale : espagnol
- Format : Noir et blanc - 1,37:1 - 35 mm - son mono
- Durée : 141 minutes
- Genre : drame à sketches
- Dates de sortie :
  - Cuba : 26 octobre 1964
  - Union soviétique : 2 novembre 1964
  - France : 16 juillet 2003

## Distribution
- Luz María Collazo : Maria / Betty
- José Gallardo : Pedro
- Raúl García : Enrique
- Sergio Corrieri : Alberto
- Jean Bouise (sous le nom « Jean Bouisse ») : Jim
- Celia Rodriguez (sous le nom « Zilia Rodríguez ») : Gloria
- Roberto García York : L'activiste américain
- Mario González Broche : Pablo
- Salvador Wood : Mariano
- Luisa María Jiménez : Teresa
- María de las Mercedes Díez : La fille poursuivie dans la rue
- Los Diablos Melódicos[14] : eux-mêmes
- Raquel Revuelta : la voix de Cuba

## Contexte

### La révolution cubaine

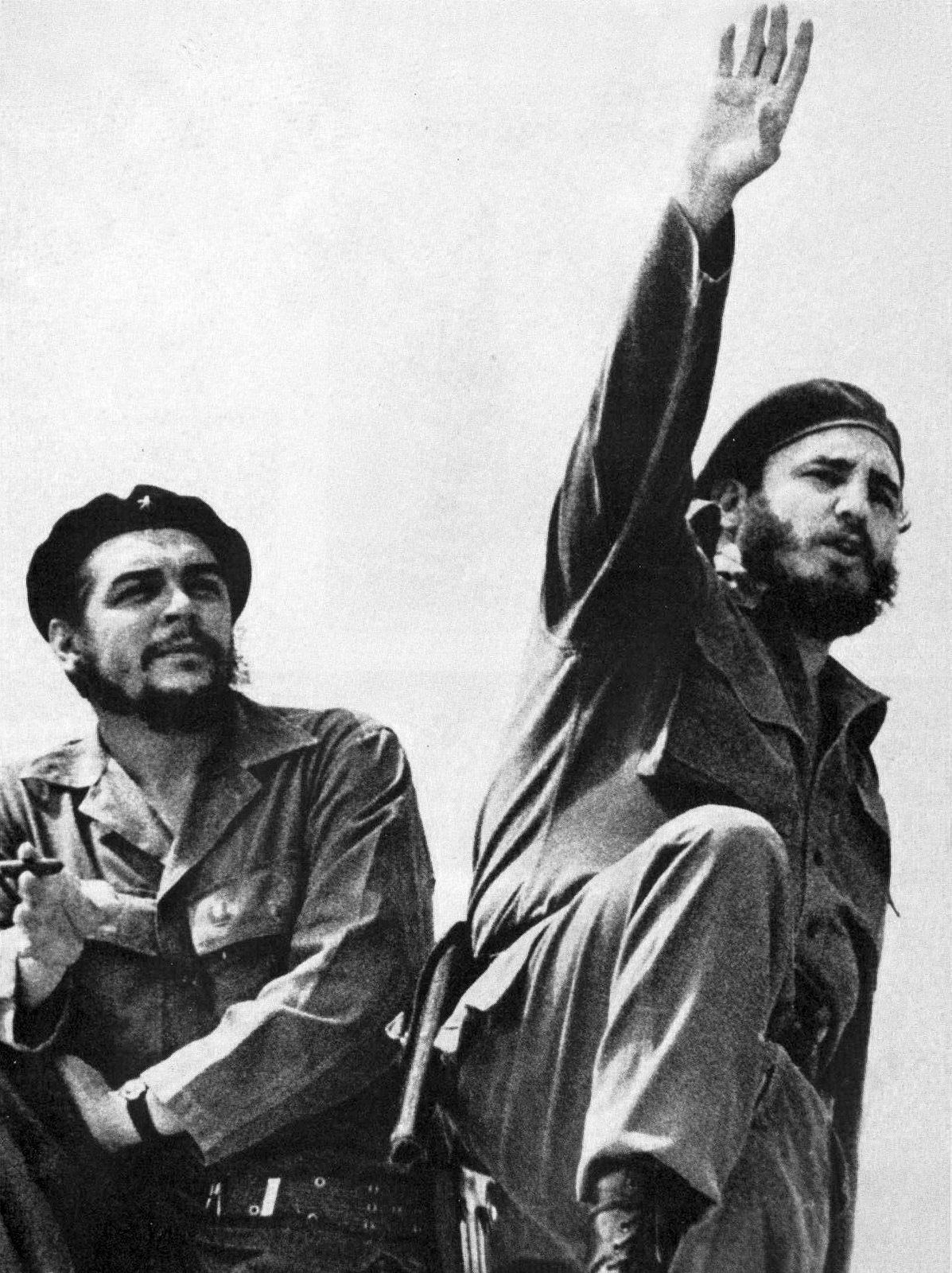
Che Guevara et Fidel Castro en 1961.

La victoire de la révolution cubaine en 1959, qui a renversé le régime autoritaire de Fulgencio Batista, a été largement relayée par les médias de l'URSS et a suscité un regain d'intérêt pour Cuba dans la société soviétique. Le soulèvement a porté au pouvoir à Cuba un gouvernement « de gauche » dirigé par Fidel Castro, qui a ensuite entrepris de construire le socialisme. La seule organisation politique légale du pays à partir de 1962 devient le Parti uni de la révolution socialiste de Cuba (le futur Parti communiste de Cuba). En janvier 1959, le gouvernement soviétique reconnaît. le gouvernement révolutionnaire de la République de Cuba et une étroite coopération politique, militaire, économique et culturelle commence à se développer entre les deux pays. Les livraisons de produits militaires et d'assistance logistique à Cuba commencent en 1960 et se poursuivent jusqu'à l'effondrement de l'URSS au début des années 1990. Après qu'en novembre 1961, les États-Unis aient déployé des missiles Jupiter en Italie et en Turquie, le groupe de forces soviétiques à Cuba s'établit en juin 1962 sur l'île des Caraïbes dans le cadre de l'opération Anadyr, qui comprend le déploiement de missiles stratégiques dotées d'armes atomiques, ce qui provoque l'une des pires crises de la guerre froide : la crise des missiles de Cuba, connue à Cuba sous le nom de « Crisis de octubre »,.

### L'expérience du filmQuand passent les cigognes
Tirant parti de la vague d'intérêt pour le pays latino-américain, plusieurs films sont tournés sur le sujet en Union soviétique. Le film Soy Cuba est devenu le plus important d'entre eux. En 1962, des cinéastes soviétiques de renommée mondiale sont envoyés à Cuba pour travailler sur ce projet : il s'agit du réalisateur Mikhaïl Kalatozov et du chef opérateur Sergueï Ouroussevski, rendus célèbres pour leur film Quand passent les cigognes (1957) qui reçoit la palme d'or au Festival de Cannes 1958 « pour son humanisme, pour son unité et sa haute qualité artistique ». Le jury a notamment souligné l'interprétation exceptionnelle de l'actrice Tatiana Samoïlova. Dans la presse française, le film a été qualifié de Guerre et Paix moderne, et la presse a titré : « La beauté sauvera le monde ». Le travail de photographie d'Ouroussevski, qui a conçu pour la première fois des rails circulaires pour sa caméra Dolly, a également été salué. La technique visuelle du film, qui est devenue un classique du travail de photographie, est basée sur la capture de mouvement et l'utilisation d'un objectif ultra grand angle d'une longueur focale de 18 mm. De nombreuses scènes ont été reconnues comme remarquables (l'adieu dans les escaliers, l'envoi au front, la mort de Boris et d'autres). Ouroussevski a reçu le Grand Prix de la Commission technique supérieure française « pour sa maîtrise virtuose de la caméra ». Son travail a été admiré par de nombreux artistes, notamment Jean Cocteau et Pablo Picasso. Ce dernier, après l'avoir visionnée, a déclaré : « Chaque image des Cigognes peut être considérée comme une œuvre d'art à part entière ». On pense que la vision particulière d'Ouroussevski est due non seulement à ses compétences professionnelles, mais aussi au fait qu'il a étudié pour devenir peintre. Selon sa fille Inga, son père — « un poète du cinéma » — était un artiste à la fois par vocation et par éducation, ce qui se reflétait dans ses œuvres cinématographiques : « Il a révolutionné le langage cinématographique, établi une signification fondamentalement nouvelle de la cinématographie visuelle ». Selon l'artiste soviétique Vitali Goriaïev (ru), la reconnaissance du film et l'attention que Picasso lui a portée ont apparemment été causées par la similitude de la recherche artistique d'Ouroussevski et celle du célèbre peintre dans le domaine des problèmes de la relation entre « le temps dans l'image ». L'œuvre de Kalatozov-Ouroussevski a influencé le développement du cinéma, et des réalisateurs comme Andreï Kontchalovski, Sergueï Soloviov et Claude Lelouch ont affirmé que le visionnage de Quand passent les cigognes avait été décisif dans leur façon de faire du cinéma.
« Движение его камеры — свободное, впечатляющее, казалось, она парит в воздухе по мановению волшебной палочки. Было непонятно, как это сделано, при помощи какой техники. Просто чудо, и всё! В соединении с необычайной пластичностью света и тени это движение создавало удивительный результат. Заметьте, что техника тогда была весьма примитивной, стедикамов не было, суперкранов тоже. Снимали «конвасом», кассета в котором не превышала 120—150 метров. »
— Le réalisateur Gleb Panfilov évoque les particularités de la photographie d'Ouroussevski dans le film Quand passent les cigognes.
        
« Le mouvement de sa caméra était libre et impressionnant, elle semblait flotter dans les airs sous l'effet d'une baguette magique. On ne comprenait pas comment cela avait été fait, à l'aide de quelle technique. Un miracle, tout simplement ! Combiné à l'extraordinaire plasticité de l'ombre et de la lumière, ce mouvement donnait un résultat étonnant. Notons que la technique était très primitive à l'époque, il n'y avait pas de steadicams, pas de grues télescopiques non plus. On tournait avec une caméra Konvas, dont la cassette ne dépassait pas 120-150 mètres. »

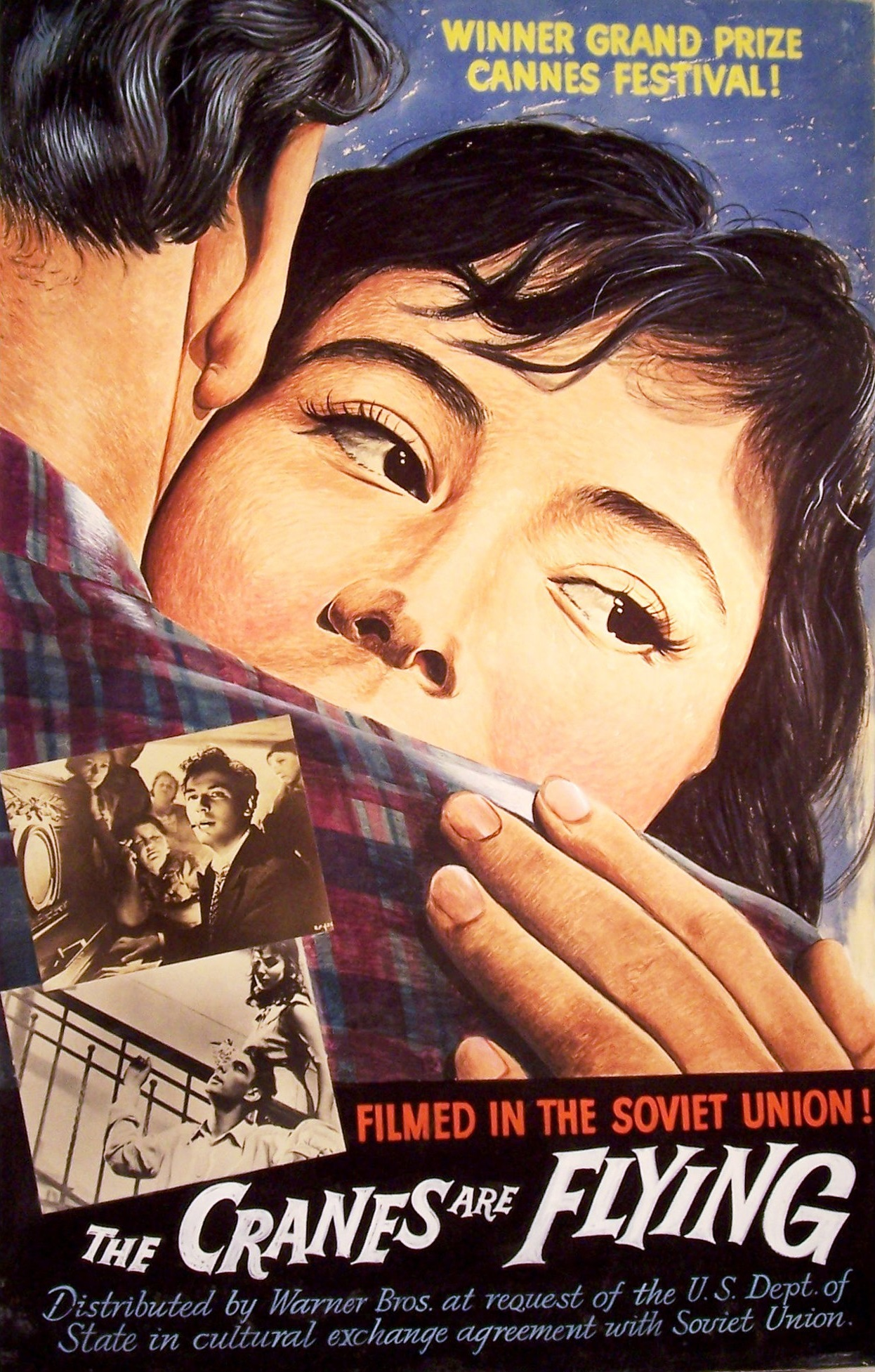
Affiche américaine de Quand passent les cigognes.

À plusieurs reprises, la littérature a souligné l'exigence d'Ouroussevski quant à la qualité des images, obtenue notamment grâce à un travail préparatoire minutieux et à l'utilisation de divers dispositifs techniques et optiques mis au point par lui et avec l'aide de ses assistants. Le chef opérateur soviétique Iouri Trankvillitski (ru), qui avait auparavant travaillé comme assistant d'Ouroussevski sur le film Le Premier Convoi (1955), qualifie son mentor de « magicien », mais note également son caractère irascible, intransigeant et exigeant. C'est sur ces traits de caractère que s'attardent Grigori Tchoukhraï, qui tourne avec lui son premier film Le Quarante et unième, sur le tournage duquel il entre en conflit avec Ouroussevski. Cependant, ses collègues apprécient le talent de l'opérateur et lui pardonnent beaucoup. Selon Trankvillitski, Ouroussevski avait un « niveau de qualité d'image très élevé », et cette approche lui a permis de tourner de véritables « chefs-d'œuvre du cinéma ». Ses prises de vue demandaient beaucoup de travail et de temps, mais cela a porté ses fruits : « Il y a peu de mètres utilisables, mais la qualité des images tournées par Ouroussevski est stupéfiante ». Trankvillitski se souvient également que sur le plateau, Ouroussevski « était sec et silencieux, sans un sourire, assez tendu », entièrement concentré sur la caméra, avec laquelle il « se figeait » comme s'il était « enchanté ». À cette époque, sur le plateau de tournage, tout le monde se met à chuchoter à moitié, de peur de gêner le travail de l'opérateur. Malgré le perfectionnisme d'Ouroussevski, qui ralentit le processus de tournage, il n'y a jamais eu de conflit entre lui et Kalatozov. Cela s'explique par le fait que le réalisateur a commencé sa carrière cinématographique en tant que chef opérateur. Victor Chklovski, qui a collaboré avec Kalatozov sur le remake de son premier long métrage Le Sel de Svanétie (1930), a écrit à propos de sa vision cinématographique : « Il a été formé au travail de la caméra, à la réflexion en termes de cadres visuels, à la confrontation de ces cadres visuels ». Selon l'acteur Alexeï Batalov, qui a travaillé avec Kalatozov et Ouroussevski sur Quand passent les cigognes, le réalisateur, en raison de la ressemblance de leur pensée cinématographique, s'est rendu compte de l'importance des « recherches sur le travail de photographie et des solutions purement cinématographiques » : « Ces deux artistes ont travaillé de manière si amicale et passionnée que les moments d'échec n'ont pas provoqué de conflits ou de récriminations mutuelles entre eux ». À propos de l'unité du concept cinématographique des œuvres de Kalatozov et d'Ouroussevski, Gueorgui Danielia souligne qu'ils étaient complètement différents dans leur caractère. Cependant, lorsqu'il s'agissait de tâches artistiques, de la transmission de l'image dont ils avaient besoin, de la qualité du matériel, ils étaient catégoriques : « Si pour un cadre, un nuage doit passer juste un peu devant le soleil pour que la lumière soit exactement comme il faut, ils pouvaient attendre pendant des semaines. Même des mois. Et Mikhaïl Konstantinovitch n'aurait jamais dit : "Allez, Sergueï, tournons comme ça" ». Kalatozov et Ouroussevski appliquent nombre de leurs innovations au tournage de films communs ultérieurs : La Lettre inachevée (1959) et Soy Cuba.

## Production

### Signification du titre
En espagnol comme en russe, le titre original signifie « Je suis Cuba ». Le titre et plus particulièrement une réplique du film font référence à la réplique célèbre « Je suis Spartacus » du film de Stanley Kubrick, Spartacus (1960), dont le scénariste était le sympathisant communiste Dalton Trumbo. Les personnages de paysans en danger de mort crient « Je suis Fidel Castro », dans le passage le plus « spartakiste » du film.

### Genèse et développement

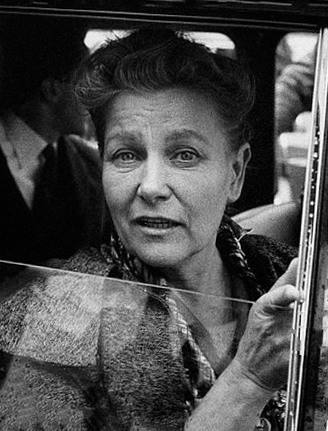
La ministre soviétique de la Culture Ekaterina Fourtseva qui a reçu les cinéastes du film.

Le projet de film commun soviéto-cubain Soy Cuba est réalisé à partir d'un scénario d'Ievgueni Ievtouchenko et du scénariste cubain Enrique Pineda Barnet, qui a d'abord agi en tant que consultant. Les projets de ce film sont connus en Occident. Ainsi, le 25 novembre 1962, le New York Times publie un rapport de Reuters sur le lancement prévu du film en janvier de l'année suivante. En Union soviétique, le projet est discuté et approuvé au plus haut niveau ; Kalatozov, Ouroussevski et Ievtouchenko rendent visite à la ministre de la Culture Ekaterina Fourtseva, déjà en disgrâce mais toujours membre du Politburo, juste avant le voyage. Dans le bureau de Fourtseva, ils ont pu constater qu'elle avait été coupée des communications téléphoniques du gouvernement avec les autres membres du Politburo. Selon les souvenirs du poète, Kalatozov lui a dit à ce moment-là : « Fourtseva, après une pause, se reprit et continua à discuter du futur film ». La production a bénéficié d'un important financement public des deux pays et est le résultat de la coopération entre le studio de cinéma soviétique Mosfilm et l'Institut cubain des arts et de l'industrie cinématographiques (Instituto Cubano de Arte e Industria Cinematográficos, ICAIC), créé le 24 mars 1959,,. Étant donné l'amour des Cubains pour le cinéma, le nouveau gouvernement a attaché une grande importance au développement de l'industrie cinématographique locale, qui avait également un potentiel de propagande considérable. Après la révolution, Cuba a connu une pénurie de personnel, car auparavant la production cinématographique avait été réalisée principalement en coopération avec les États-Unis et le Mexique, et après le renversement de Batista, les quelques travailleurs qualifiés ont émigré. L'un des moyens de remédier à la pénurie de spécialistes était la coopération avec des cinéastes d'autres pays, et pas seulement des pays socialistes. Un exemple frappant de cette coopération est l'arrivée à Cuba du réalisateur français Armand Gatti, à la suite d'une invitation personnelle de Fidel Castro. Gatti y réalise un film, El otro Cristóbal, qui représente le cinéma cubain au Festival de Cannes 1963. Il est terminé peu avant le début du tournage du film de Kalatozov, en accéléré, car il faut libérer le pavillon pour les cinéastes arrivant d'URSS. Le réalisateur soviétique l'a vu et on pense qu'il a eu une certaine influence sur son travail.
Lors de la réalisation du film, la partie cubaine était principalement chargée d'aider les cinéastes soviétiques, ainsi que de fournir l'ensemble des acteurs. Dans le documentaire Soy Cuba, le mammouth sibérien (2005) du réalisateur brésilien Vicente Ferraz, le premier directeur de l'ICAIC, Alfredo Guevara, explique : « Nous avions besoin d'aide et nous l'avons cherchée partout. Laissez venir tout le monde. Laissez tout le monde être différent et ne nous collez pas d'étiquette ». Les cinéastes ont reçu le soutien total des autorités révolutionnaires cubaines, les premières personnes du jeune État ont rencontré les auteurs du film. En 1961, Sergueï Ouroussevski écrit à sa femme Bella Friedman, qui deviendra l'assistante-réalisatrice sur le plateau de Soy Cuba, pour lui faire part de son impression sur Fidel Castro : « C'est la deuxième personne que j'ai vue en personne, lorsque vous la rencontrez, vous admirez involontairement le génie de la nature, qui peut créer une telle chose ». Selon le chef opérateur, le leader cubain « souriait timidement, Belka, je vous donne ma parole que ce génie est timide » et que tout ce qu'il fait est « incompréhensible pour un simple mortel ». Les membres de l'équipe soviétique ont été très impressionnés par la révolution cubaine, la considérant comme un triomphe de la justice historique et admirant le fait que, comparée à d'autres coups d'État, elle s'est déroulée pratiquement sans effusion de sang. Le cadreur Alexandre Koltsatyi a déclaré qu'à l'époque, ils avaient perçu avec enthousiasme les changements qui se produisaient à Cuba. Les représentants de l'Union soviétique, comme il l'expliquera plus tard, étaient littéralement fascinés par ce qui se passait dans le pays : « La révolution cubaine nous semblait plus humaine, nous ne savions pas comment elle s'était produite, et on nous disait que c'était une révolution à visage humain, qu'il y avait eu beaucoup moins de sang versé que ce qui est censé être versé dans toutes les révolutions... ».

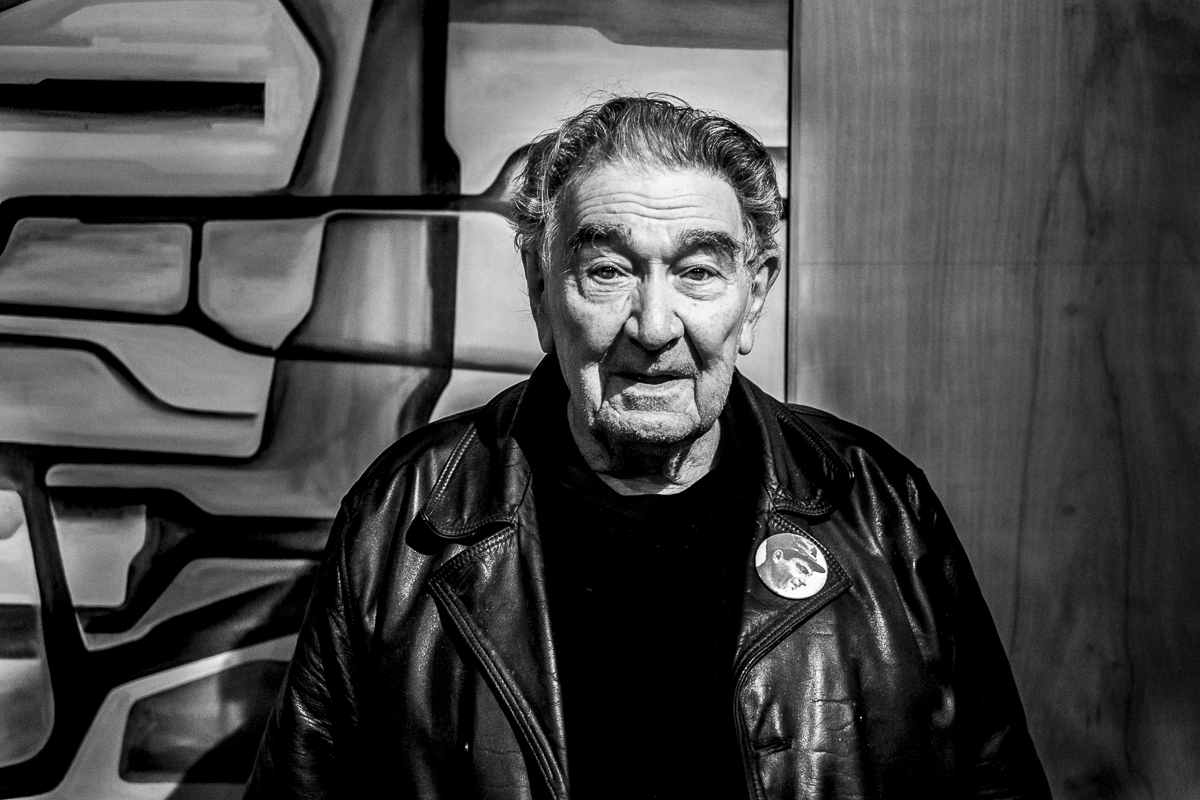
Le Français Armand Gatti, réalisateur dEl otro Cristóbal (1963).

Le peintre René Portocarrero et le compositeur Carlos Fariñas ont participé au film. Portocarrero est considéré comme le peintre cubain le plus célèbre du XXe siècle. Son œuvre reflète de nombreux styles et techniques de peinture, mais son nom est le plus souvent associé au modernisme et au néobaroque latino-américain. L'écrivain Alejo Carpentier, à qui l'on attribue l'idée de la nature baroque universelle de l'art latino-américain, qui, selon lui, trouve son origine dans la culture locale avant même l'arrivée des Européens dans le Nouveau Monde, a qualifié l'artiste de principal représentant de ce mouvement. L'écrivain et critique culturel soviétique Valeri Zemskov (ru) a écrit que l'artiste avait créé « une image plastique et colorée de Cuba étonnante et irrésistible par sa force de persuasion ». Carpentier a noté que le monde baroque de Cuba, créé par Portecarrero, est habité par des femmes « aux coiffures fantaisistes, répétées à l'infini et en même temps toujours différentes, comme des variations sur un thème donné improvisées par un musicien brillant ». Cependant, l'artiste lui-même n'a que partiellement accepté l'affirmation sur la nature baroque de sa peinture, déclarant qu'il ne peut y souscrire que si le baroque est compris comme un « désir inextinguible ».
Le compositeur Fariñas a étudié au Conservatoire de Moscou avec Alexandre Piroumov (ru) au début des années 1960. Le musicien cubain connaissait bien le folklore latino-américain et la musique occidentale, puisqu'il avait reçu une éducation académique avant même son voyage à Moscou. En 1956, il a suivi un cours d'été au centre de Tanglewood dans le Massachusetts aux États-Unis sous la direction du compositeur américain Aaron Copland. Alors que dans les années 1950 et au début des années 1960, l'œuvre de Fariñas était encore assez traditionnelle, il s'est ensuite orienté vers la création de musique d'avant-garde, travaillant avec des techniques modernes (musique aléatoire, sonorisme (pl), etc.). Fariñas a joué un rôle important dans la popularisation de la musique cubaine et, après la révolution, il a occupé plusieurs postes administratifs dans les institutions musicales de la République. Avec Juan Blanco et Leo Brouwer, il est à l'origine de l'avant-garde musicale cubaine des années 1960.

### Scénario

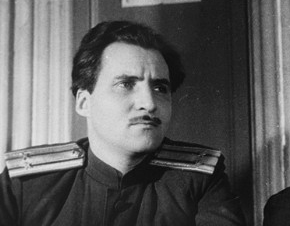
Constantin Simonov a été retenu comme scénariste.

Le scénariste Ievgueni Ievtouchenko se rend à Cuba à plusieurs reprises en tant que correspondant de la Pravda et rencontre les dirigeants révolutionnaires Fidel Castro et Ernesto Che Guevara. À la suite de ces voyages, il écrit plusieurs poèmes publiés dans la presse soviétique et, en 1962, un recueil de ses poèmes, Nejnost (Нежность, litt. « Tendresse »), est publié, se terminant par un cycle poétique sur le « nouveau Cuba ». L'idée d'un film sur l'« île héroïque » naît chez Ievtouchenko au cours de l'été 1961. À son retour en Union soviétique, il en discute avec Kalatozov et Ouroussevski, qui s'intéressent au projet. En 1963, le poète termine un poème en prose intitulé Je suis Cuba, qui constitue la base du scénario du film,. Ievtouchenko se souviendra plus tard qu'il est devenu le scénariste du film, malgré l'attitude méfiante des autorités soviétiques, sur l'insistance personnelle de Kalatozov et d'Ouroussevski, qui avaient lu ses poèmes dans la Pravda. Au départ, Kalatozov voulait confier l'écriture du scénario à Constantin Simonov, mais l'écrivain travaillait alors à un roman de guerre, On ne naît pas soldat, sur la bataille de Stalingrad. Dans une lettre datée du 1er août 1961, il réitère son intérêt pour une collaboration avec Kalatozov et Ouroussevski, mais préfère terminer le roman, qui occupe alors toutes ses pensées, car il ne peut se permettre de travailler sur le film « à moitié ». L'écrivain demande une nouvelle fois que soit examinée la candidature d'Ievtouchenko en tant que scénariste. En faveur d'Ievtouchenko, il souligne que puisque Kalatozov a conçu un « film-poème », il est naturel d'attirer à sa création un poète, qui a également visité le site du futur tournage : « Il était déjà à Cuba depuis deux mois; le voyage à Cuba est un grand événement dans sa vie poétique, et je pense qu'il reviendra plein d'impressions et d'idées ». Simonov a également exprimé sa confiance dans le fait qu'Ievtouchenko, âgé de trente ans, qui n'a aucune expérience cinématographique, est toujours capable d'écrire un scénario adéquat et, en guise d'argument final, il a souligné que son âge correspond aux jeunes héros du futur film sur la révolution cubaine.

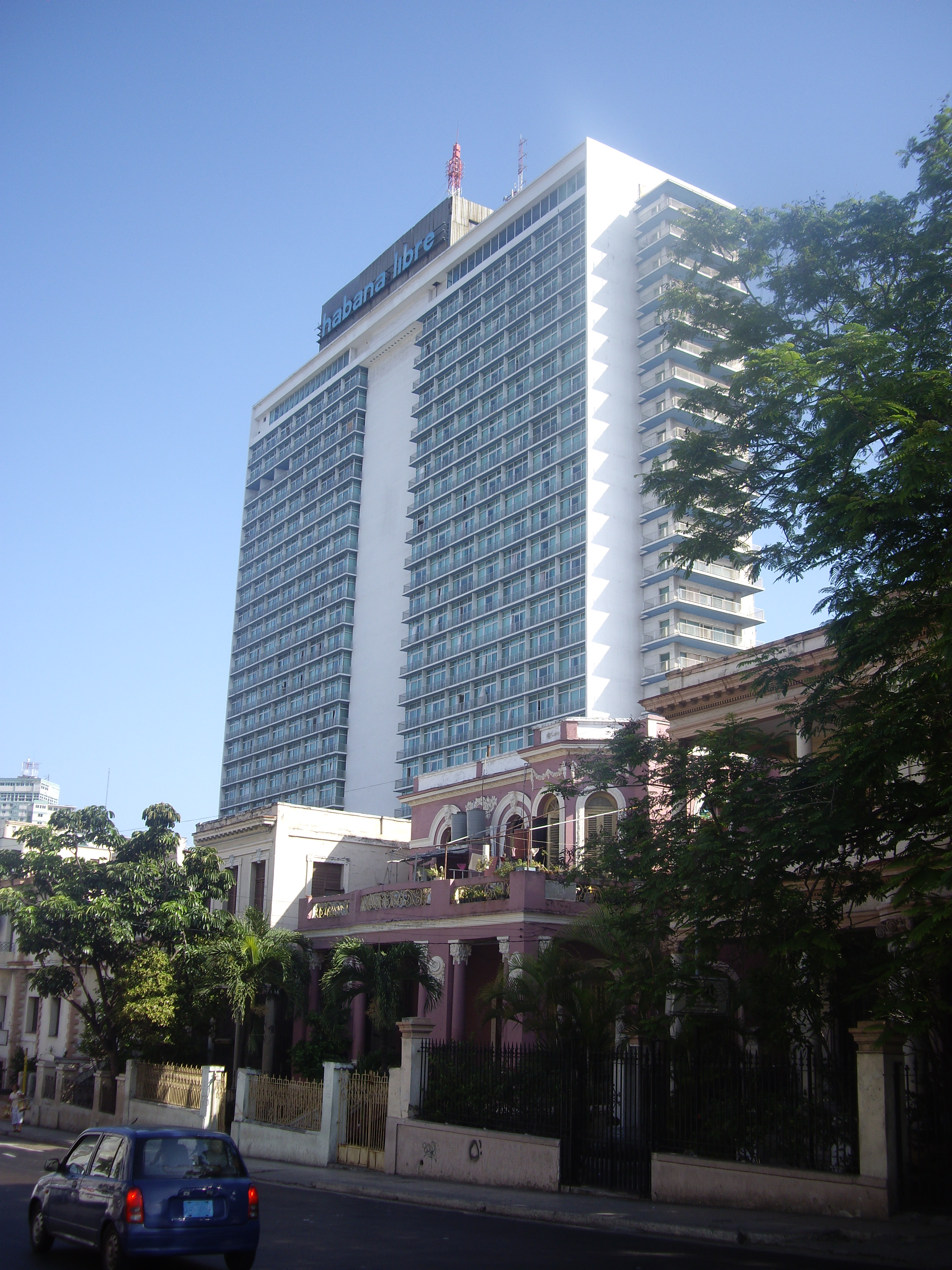
L'hôtel Habana Libre, où vivaient les représentants soviétiques à Cuba, est présenté dans le film.

Le scénario et le tournage ont été précédés de plusieurs mois de préparation. Il a fallu trois mois à l'équipe pour trouver le lieu de tournage, quatorze mois supplémentaires pour les prises de vue, et vingt mois au total (1963-1964) pour le terminer,. Les auteurs ont étudié les caractéristiques du pays et de sa révolution en se rendant dans de nombreux endroits et en s'entretenant avec des témoins oculaires d'événements historiques, et les Cubains ont volontiers partagé leurs souvenirs, leurs histoires, les détails de leur vie quotidienne, etc : « Nous avons voyagé dans tout le pays. Nous avons visité les coins les plus reculés du pays... Le fait d'avoir séjourné dans des endroits où de féroces batailles révolutionnaires avaient récemment eu lieu a laissé une impression indélébile ». Pendant cette période, Ievtouchenko commence à communiquer en espagnol et Barnet en russe. Le projet initial était de recréer, étape par étape, le cours des événements cubains qui ont conduit au renversement du régime de Batista. Mais Evtuchenko a estimé que c'était une tâche trop complexe et a décidé de réaliser un scénario en forme de poème cinématographique qui dépeindrait le destin du peuple et la nécessité historique de la révolution. Il a été décidé que le film se composerait de cinq histoires sur les événements qui ont conduit à la victoire de la révolution : le colonialisme et son impact ; la tragédie de la paysannerie ; le début de la lutte des travailleurs et des étudiants ; la lutte dans les plaines (la défaite des rebelles menés par Castro lors de l'attaque de la caserne de Moncada en 1953) ; la lutte dans les montagnes ; et la victoire finale de la révolution. Ievtouchenko, Barnet, Kalatozov et Ouroussevski décident d'opter pour cette variante, mais refusent le quatrième thème - la défaite des rebelles lors de l'attaque de la caserne gouvernementale. Une fois la question de l'idée générale de l'intrigue résolue, le travail sur le scénario commence. Ievtouchenko l'écrit dans sa chambre au 17e étage de l'hôtel Habana Libre, qui abrite alors temporairement la première ambassade soviétique à Cuba et des représentants des autorités révolutionnaires. Barnet travaillait chez lui, au bord de la mer, tandis que Kalatozov et Ouroussevski arpentaient les rues de La Havane, étudiant ses particularités, se familiarisant avec sa culture, l'histoire de la révolution et ses héros. Les auteurs du film se réunissaient souvent pour discuter de l'avancement du travail, pour partager leurs idées. La première version du scénario est examinée lors d'une réunion de l'ICAIC, qui comprend des commentaires et des conseils de Che Guevara, ainsi que des réalisateurs et des fondateurs de l'institut cinématographique Julio García Espinosa et Tomás Gutiérrez Alea. Début 1962, Ievtouchenko déclare à un journaliste soviétique que les auteurs souhaitent que le film montre que les sacrifices humains consentis pour le triomphe de la révolution ne sont pas vains et ne seront pas oubliés : « Les gens qui sont morts héroïquement pour la cause de la révolution restent vivants dans le cœur du peuple. Ainsi, la révolution est invincible ». Après l'approbation du projet général du scénario, des mois de révision ont suivi.
En janvier 1962, les trois auteurs soviétiques du film retournent à Moscou pour finaliser le scénario, et un mois plus tard, Barnet les rejoint. Afin d'aider les scénaristes à mieux définir l'ambiance, Kalatozov leur montre les documents du film inachevé de Sergueï Eisenstein ¡Que viva México! (1931-1932) et les présente à l'ancien assistant d'Eisenstein, le metteur en scène soviétique Grigori Alexandrov. Les auteurs du film soviéto-cubain ont alors également assisté au tournage de la grande production de Guerre et Paix (1965-1967) de Sergueï Bondartchouk. Barnet rappelle que l'idée narrative générale de Kalatozov était de minimiser le sens des mots, des dialogues, et que ce qui se passait à l'écran devait être compris par le spectateur grâce aux caractéristiques expressives et visuelles du film. Le compositeur Carlos Fariñas, qui a étudié au Conservatoire Tchaïkovski de Moscou, a participé à la discussion du projet. Les auteurs ont également envisagé d'introduire une histoire sur la Cuba moderne post-révolutionnaire, mais cette idée a été abandonnée. Quelques mois après leur retour à Moscou, ils sont arrivés à la conclusion que le scénario était trop long et manquait par endroits de profondeur et de puissance. Kalatozov fait un certain nombre de coupes dans la première et la deuxième histoire, supprimant les scènes qui ne jouent pas un rôle majeur dans le développement de l'intrigue ; les autres auteurs tombent d'accord sur la justesse de ces décisions. Barnet écrit pourtant qu'ils se sont souvent disputés entre eux « jusqu'au chahut » à propos du scénario et de sa poétique, mais qu'à chaque fois le metteur en scène a joué le rôle d'arbitre ultime.

### Attribution des rôles
À l'origine, il était prévu que Soy Cuba mette en vedette non seulement des acteurs cubains, mais aussi des acteurs soviétiques, comme Tatiana Samoïlova, qui avait déjà joué dans les films de Kalatozov Quand passent les cigognes et La Lettre inachevée. Selon les souvenirs de Mikhaïl Kalatozichvili, qui est également devenu réalisateur, son grand-père a admis que lorsqu'il commençait à penser à un nouveau film, la première image féminine qui apparaissait devant lui, il l'associait à Samoïlova. L'actrice elle-même a déclaré avoir participé aux auditions, mais le réalisateur a tout de même refusé sa participation à ce film.

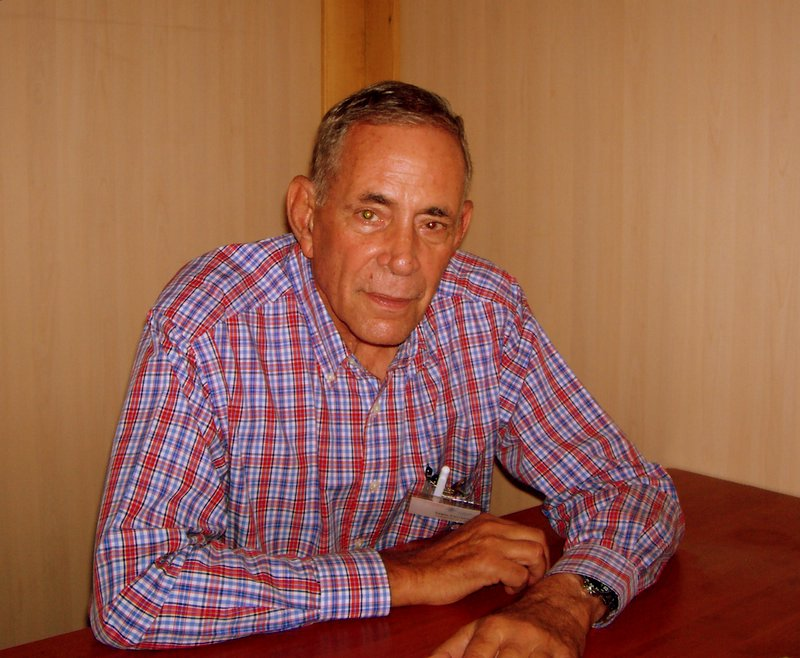
L'acteur Sergio Corrieri est, avec le Français Jean Bouise, l'un des acteurs les plus expérimentés impliqués dans le film.

En conséquence, le film a été tourné avec des acteurs locaux non professionnels, car la jeune industrie cinématographique cubaine ne disposait pas encore des interprètes formés nécessaires. Dans une de ses lettres, le réalisateur écrit à son fils Gueorgui Kalatozichvili qu'il n'y avait en fait aucun acteur à Cuba, et que les rôles du film ont donc été joués par « de vieux pêcheurs, des paysans, des étudiants, des avocats, des élèves et d'autres personnes qui ne savaient pas jouer la comédie ». En outre, le réalisateur a conclu que l'utilisation d'acteurs amateurs permettrait une plus grande authenticité dans la transmission des réalités cubaines. Les acteurs locaux les plus expérimentés étaient Sergio Corrieri et Salvador Wood (es), mais même ce dernier était considéré comme insuffisamment professionnel. Kalatozov a cherché à recruter des acteurs issus de la société qu'ils allaient incarner dans le film et a encouragé l'utilisation de membres de l'équipe cubaine comme acteurs. Par exemple, Raul Garcia, l'un des ingénieurs du son, a joué le rôle d'Enrique dans le troisième épisode. José Gallardo, qui jouait le paysan Pedro dans le deuxième épisode, n'avait aucune expérience d'acteur, mais Kalatozov a estimé qu'il serait naturel dans son rôle, même s'il avait travaillé auparavant dans un restaurant Pollo Pampero et qu'il n'avait aucun lien avec l'agriculture. Luz Maria Collazo, qui jouait la prostituée Maria-Betti du premier épisode, était danseuse et mannequin ; elle a accepté de jouer le rôle à la demande du réalisateur. Les interprètes non professionnels s'inscrivent également dans la ligne du concept de Kalatozov, qui estime qu'il n'est pas nécessaire d'avoir de l'expérience en tant qu'acteur pour transmettre le caractère d'une personne. À cet égard, il cite l'exemple de Gallardo, qui a su montrer le dur labeur paysan, sa lutte contre les éléments. Le scénariste Enrique Pineda Barnet n'était pas d'accord avec ce point de vue, estimant que l'interprète, qui ne travaillait pas dans la vraie vie sur la terre, ne pouvait pas transmettre de manière organique et authentique le véritable esprit du vieux paysan. De plus, Kalatozov et Ouroussevski, au grand dam de Pineda et Fariñas, ont introduit dans le film un vieux musicien de rue qu'ils aimaient bien, même s'il chantait mal et jouait difficilement de la guitare. Le scénariste et le compositeur cubains ont dû adapter les dialogues aux expressions faciales et aux mouvements des lèvres du vieil homme sur le film, ce qui leur a demandé un effort supplémentaire. Les acteurs cubains se souviendront plus tard avec gratitude de l'aide des chefs opérateurs soviétiques, en particulier des instructions de Kalatozov. Certains des acteurs ont poursuivi leur carrière à la télévision et au cinéma local après la fin du tournage. Le chef de l'équipe de traduction était le poète soviétique Pavel Grouchko (ru), et Ievtouchenko a appris l'espagnol pendant les quelques années qu'il a passées à Cuba. Grouchko se souviendra plus tard que le tournage, qui a duré « deux années merveilleuses », a été pour lui une étape importante de sa vie. Il est arrivé avec d'autres membres de l'équipe par le dernier avion juste avant le début de la crise des missiles de Cuba, à la suite de laquelle l'approvisionnement en nourriture de Cuba est devenu problématique. Les membres soviétiques de l'équipe de tournage étaient dans une position plus favorable, car ils pouvaient acheter de la nourriture en Union soviétique. Ainsi, l'un des réalisateurs du film, Konstantine Stenkine, a acheté du lait concentré, du ragoût et du vin bon marché sur des navires militaires, puis les a distribués à des amis cubains : « Nous leur avons préparé notre ragoût avec des pommes de terre, et ils se sont régalés ».
L'acteur non cubain le plus expérimenté est le Français Jean Bouise (qui incarne l'Américain Jim dans le premier épisode), qui jouait dans des théâtres français depuis le début des années 1950 et a commencé à apparaître au cinéma dans des rôles mineurs peu avant le tournage de Soy Cuba. Il participe au tournage d'El otro Cristóbal d'Armand Gatti et accepte de jouer dans la production soviéto-cubaine. Avec le temps, Bouise devient l'un des seconds rôles reconnus du cinéma français, en se distinguant notamment dans des films comme Z (1969) de Costa-Gavras, Les Choses de la vie (1970) de Claude Sautet, Dupont Lajoie (1975) d'Yves Boisset ou Coup de tête (1979) de Jean-Jacques Annaud pour lequel il reçoit le César du meilleur acteur dans un second rôle. À cette époque, il est en vacances à Cuba et accepte spontanément de participer au film de Kalatozov. D'autres rôles d'Américains, notamment de marins, ont été interprétés par des Européens présents à Cuba. En général, les personnages américains sont considérés comme le point faible du film, car ils sont devenus l'incarnation de représentations extrêmement stéréotypées des vices du Cuba pré-castriste. Ievtouchenko est du même avis et affirme, quarante ans après la réalisation du film, qu'en dépit du caractère guindé des marins américains représentés, il n'y a pas de « haine » dans leurs représentations : « Même lorsque les Américains le regardent aujourd'hui, ils sourient, parce que c'est différent. Il y a des Français qui jouent des Américains parce qu'à l'époque, quels Américains auraient accepté de faire ce film ? ».

### Tournage

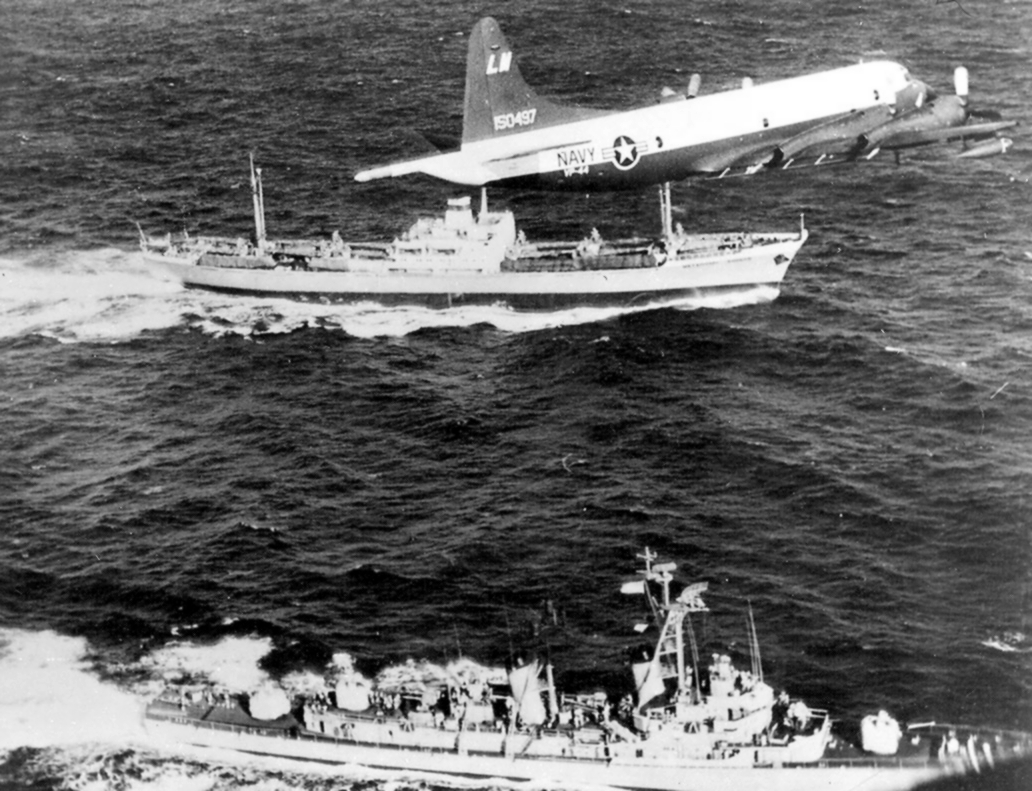
Un navire marchand soviétique fait route vers Cuba sous blocus. Un destroyer de la marine américaine navigue parallèlement à lui et un avion américain Lockheed P-3 Orion les survole.

De retour à Cuba, l'équipe de tournage s'y est rendue au plus fort de la crise des missiles de Cuba d'octobre 1962. À l'époque, la menace d'une intervention de l'armée américaine sur le territoire socialiste de Cuba était réelle, et les Américains ont imposé un blocus naval de l'île après le déploiement de missiles soviétiques dans l'île, en représailles aux 15 missiles PGM-19 Jupiter américains placés en Turquie. Durant son séjour à Cuba, Kalatozov a pu apercevoir des avions de guerre américains. On pense qu'en relation avec cette évolution des événements, son œuvre a également acquis une connotation politique personnelle : « il s'agit d'une protestation de ma part et de celle du peuple soviétique tout entier contre l'agression brutale des impérialistes américains », écrit-il. À Cuba, à cette époque, une campagne de lutte contre la spéculation est menée, qui aboutit à une confrontation entre les autorités et le commerce privé et à une « famine » des produits de premières nécessités. Ievtouchenko se souvient que les habitants de la région en attribuaient la responsabilité à l'URSS, ce qui ne pouvait manquer d'affecter les membres de l'équipe de tournage, qui entendaient sans cesse des reproches à leur encontre. Pour confirmer ses dires, il raconte plus tard que lors d'une visite au marché de La Havane pour choisir une scène de nature, ils ont personnellement entendu de telles insultes, ce qui a fait perdre son sang-froid à Kalatozov, qui a même pleuré « comme un enfant ».
Au début de l'année 1963, le tournage a commencé à Cuba, où les cinéastes soviétiques ont rencontré diverses difficultés dues à la différence de culture, de mentalité, de conditions géographiques et climatiques, ainsi qu'au manque d'infrastructures et de personnel. Dans une lettre adressée à son pays, Kalatozov écrit que l'île est très chaude, qu'il n'y a pas de routes dans les montagnes et qu'il faut utiliser un hélicoptère pour s'y rendre, et qu'il n'y a pas d'acteurs professionnels. Le principal inconvénient, cependant, est la « monstrueuse désorganisation des Cubains », à l'inverse des « Géorgiens [qui] sont des gens d'une précision cybernétique ». Mikhaïl Kalatozichvili, commentant la lettre de son grand-père sur les difficultés rencontrées à Cuba, a fait remarquer : « Si les Géorgiens, comparés aux autres, sont des gens d'une précision cybernétique, alors ces gens vivent dans un espace différent ». Les catastrophes naturelles telles les cyclones et les averses tropicales qui ont frappé l'île en 1963 ont également perturbé le calendrier des cinéastes, notamment l'ouragan Flora, qui a coûté la vie à plus de 1 000 personnes sur l'île du 30 septembre au 9 octobre 1963, dont des soldats soviétiques,. En outre, le caractère exotique, les coutumes et les particularités de la révolution cubaine, qui n'étaient pas familiers au peuple soviétique, ont empêché la compréhension et la représentation adéquate à l'écran des événements historiques qui se sont déroulés sur l'île de la Liberté. Selon les conclusions de la philologue espagnole Daria Sinitsina, la perplexité et la confusion des membres de l'équipe de tournage soviétique quant à ce qui se passait à Cuba peuvent être exprimées comme suit : « Le modèle révolutionnaire ancré dans l'esprit des Soviétiques ne correspondait pas à la réalité cubaine... ». Le consultant et scénariste Barnet s'est souvenu plus tard qu'il avait été très surpris par l'indifférence de Kalatozov lorsqu'il inspectait des lieux de tournage cubains intéressants. Selon lui, le réalisateur s'asseyait dans la voiture et observait tout presque exclusivement de son siège : « Je lui montrais des choses intéressantes, mais il n'ouvrait même pas sa portière ».
Les créateurs du film ont décidé d'abandonner l'idée d'un film en couleur et lui ont préféré le noir et blanc. Le chef opérateur l'explique ainsi : « Nous avions peur de la couleur à l'époque, peur de tomber dans l'exotisme : des ciels bleus, des palmiers d'un vert aveuglant ». Certaines scènes ont été tournées sur des pellicules infrarouges, dont l'usage civil était restreint en URSS, et ces plans ont donc acquis un effet visuel original. C'est le cas notamment des couronnes de palmiers éclairées par la lumière vive du soleil de l'île, qui prennent à l'écran une teinte argentée, presque blanche, au lieu de la couleur sombre qu'elles auraient prise si elles avaient été filmées en noir et blanc classique. Ouroussevski voulait éviter à tout prix de faire un film « touristique », mais il a dû constater plus tard que « la fameuse ambiance antillaise a tout de même imprégné la trame du récit ». Le compositeur Carlos Fariñas, qui a composé l'accompagnement musical du film, a déclaré qu'il était un peu naïf de la part des cinéastes soviétiques d'essayer de se passer de motifs et d'images érotiques à Cuba, puisque la corporalité et la sexualité sont profondément enracinées dans le monde caribéen. Il se souviendra plus tard de la célèbre scène du concours de beauté filmée sur le toit de l'hôtel Capri : « Cette scène est licencieuse, un péché érotique caribéen ». Portecarrero a filmé des filles cubaines contraintes à la prostitution et des visiteurs des quartiers chauds dans l'esprit de sa peinture colorée et néo-baroque.
« Гитарист танцует, играя на гитаре. Танцует саксофонист вместе с двумя гитаристами. На крыше небоскрёба — «парад девушек». Кафе заполнены народом. Бассейн одного из небоскрёбов. Общий вид Гаваны. Аплодирует группа молодых людей. Девушка стоит на балконе. Она берёт в руки бокал, который ей подает седой мужчина, и направляется к бассейну… Сквозь толщу воды видны плавающие в бассейне девушки »
— Note de montage : Image 29, gros plan au général, longueur 93 m, 08 images

« Un guitariste danse en jouant de la guitare. Un saxophoniste danse avec deux guitaristes. Sur le toit du gratte-ciel se trouve un "défilé de filles". Les cafés sont remplis de monde. La piscine d'un des gratte-ciel. Vue générale de La Havane. Applaudissement d'un groupe de jeunes. Une jeune fille se tient sur le balcon. Elle prend dans ses mains un verre que lui tend un homme aux cheveux gris et se rend à la piscine... À travers la colonne d'eau, on peut voir des jeunes filles nager dans la piscine. »

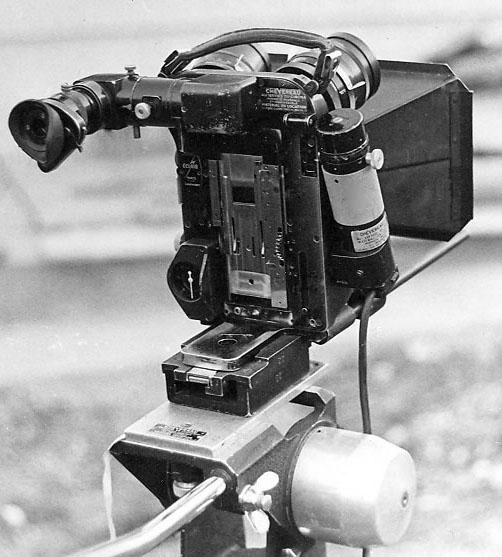
Caméra argentique Caméflex sans cassette.

La quasi-totalité du film a été tournée avec une caméra argentique Éclair CM3 Cameflex de fabrication française chargée de pellicule 35 mm,. Elle a servi de base aux solutions de conception de la caméra automatique soviétique Konvas, qui a été utilisée pour tourner Quand passent les cigognes et La Lettre inachevée,,. La principale caractéristique de l'appareil français était ses cassettes à changement rapide, uniques pour l'époque. Chaque cassette avait une conception compacte et contenait la quasi-totalité du chemin de bande. En général, la disposition et la construction générale du Convas étaient similaires à celles du Cameflex, offrant la même mobilité et la même polyvalence. L'opérateur explique sa prédilection pour le tournage avec une caméra légère par le désir d'« animer » le cadre, le besoin d'impliquer le spectateur dans ce qui se passe à l'écran, d'activer ses sentiments, c'est-à-dire de le rendre « complice » des personnages. Selon lui, de telles techniques de prise de vue n'étaient pas prévues à l'avance, mais ont été déterminées par ce qui se passait sur le plateau, et il a senti quand il était nécessaire d'appliquer certains moyens techniques : « Je suis sûr que le chef opérateur a besoin de travailler, de jouer avec les acteurs », a-t-il affirmé. « Je suis sérieux, il ne s'agit pas seulement de courir avec eux. Le mouvement de la caméra est très actif. À travers la caméra, j'exprime mon attitude face à l'événement, et elle devient complice. Le spectateur l'est aussi ». Lorsqu'on a demandé au chef opérateur comment il parvenait à obtenir des résultats aussi impressionnants, il a plaisanté : « Ce que je vois à travers l'œil, c'est ce que j'obtiens ». Pour le tournage, un objectif d'une longueur focale de 9,8 mm de fabrication française est utilisée, avec lequel Ouroussevski n'avait pas encore travaillé. Le chef opérateur a été enchanté par les possibilités de cet objectif, comme un très grand angle, une perspective accentuée, un zoom avant et arrière rapide sur les objets. Cet objectif permet de réaliser des prises de vue très nettes et expressives.
Le film a été conçu et réalisé dans un style poétique, pour lequel il n'a pas été jugé nécessaire d'insister sur les détails de la vie quotidienne ou le développement psychologique des personnages. Le thème social est souvent abordé de manière associative, ce qui est déjà visible dans les premiers plans, où un long panorama montre la côte de Cuba et des palmeraies. L'intention des auteurs du film était de montrer une île des Caraïbes, dont le spectateur s'approchait progressivement. Après avoir vu ce panorama, Portecarrero a déclaré que ces images l'enthousiasmaient beaucoup, qu'elles provoquaient en lui le sentiment de retourner à Cuba après une longue absence et de revoir son île natale. Cet épisode est suivi d'un panorama d'un village de mendiants, filmé depuis un bateau, avec le batelier au premier plan. Il est présenté en gros plans, réalisés avec un objectif de 9,8 mm de focale, des gros plans de son dos et de ses jambes nues. Cette technique visait à pointer la pauvreté cubaine, et les auteurs estiment que cette image dépeint mieux les réalités cubaines et la pauvreté de la vie pré-révolutionnaire. Le point d'orgue de cet épisode est la traversée de la rivière par une femme noire enceinte accompagnée de ses enfants nus. Cette scène a été filmée en approchant progressivement la caméra vers les acteurs.
Les contrastes entre le noir et le blanc ont été dosés pour transmettre l'imagerie du film. Le village pauvre avec des Cubains basanés est ensuite remplacé par une Havane américanisée, avec des touristes blancs et des gratte-ciel blancs. L'une des scènes les plus célèbres et les plus sophistiquées sur le plan technique se déroule à l'hôtel Capri, où des touristes américains font la fête sur fond de misère cubaine. Elle a été tournée à l'aide d'une caméra portative, en utilisant la technique du montage à l'image (ru) (autant que le mètre de pellicule le permettait), c'est-à-dire en plans longs et sans raccords de montage supplémentaires. Les cadreurs passaient la caméra de main en main, filmant des musiciens de jazz, des concours de beauté, des touristes en train de s'amuser, des Cubaines à la recherche de clients, etc. Lors d'un moment animé, où de nombreux acteurs sont impliqués, le cadreur descend à l'étage inférieur de l'hôtel, où se trouvent la piscine et le bar. Pour ce type de tournage, une structure spéciale a été construite sous la forme d'une cage d'ascenseur, dans laquelle était installé un petit marchepied actionné par une traction manuelle : le cadreur avec la caméra dans les mains s'asseyait dessus alors qu'elle descendait, ainsi Ouroussevski changeait d'étage et continuait à filmer en mouvement.
Dans l'un des épisodes de cette scène dynamique, Ouroussevski est même entré dans la piscine et a continué à filmer en sous-marin. Ainsi, à un moment donné, l'écran montre un cadre divisé en deux : une moitié est au-dessus de la surface de l'eau et l'autre moitié est en dessous. Il s'agit de simuler les sensations visuelles d'une personne entrant et flottant dans l'eau avec les yeux alternativement émergés et immergés. Comme l'a expliqué Ouroussevski, ce plan a été mis en scène pour « donner une plus grande impression d'eau vive ». Bien que la caméra soit protégée par un sac en polyéthylène et un verre spécial provenant d'un périscope de sous-marin tournant à grande vitesse, ce dispositif n'était pas complètement étanche et devait être démonté et nettoyé après chaque prise de vue,,. « Après tout, le panorama s'étendait sur plus de cent mètres, il fallait donc le recharger à chaque prise. L'eau s'accumulait, mais elle n'avait pas le temps de se déposer sur la pellicule, ou plutôt, la pellicule n'avait pas le temps de gonfler. La seule chose qui nous a gênés, c'est la différence de température entre l'eau et l'air, de sorte que tout s'est embué dans la caméra », expliquera plus tard Ouroussevski. Malgré les efforts de ceux qui filmaient et la désapprobation apparente du chef opérateur, la scène de la piscine n'a pas été entièrement incluse dans le film, Kalatozov la jugeant trop longue et coupant la partie qui suivait la sortie de la caméra de l'eau. À l'origine, le premier épisode avait une intrigue différente et une autre photographie. Selon cette première version, trois touristes américains arrivent à Cuba, s'amusent, visitent des courses de chiens, un casino et un cabaret. Cependant, au cours du tournage, les auteurs du film ont décidé d'abandonner cette manière trop descriptive et directe au profit d'une présentation plus poétique et figurative. Le plan-séquence de l'hôtel Capri était destiné à montrer la Havane américanisée, où tout était subordonné aux intérêts des touristes étrangers. Selon Ouroussevski, cette technique permet de montrer que dans « La Havane des Américains », tout a été créé pour le « plaisir oisif » : sur le toit et dans l'eau, littéralement partout. « Il nous a semblé qu'un tel panorama exprimait avec précision le thème de l'épisode et n'avait plus besoin de détails quotidiens - aux courses ou au casino, etc. Et de tels changements au cours du tournage sont naturels », a déclaré le chef opérateur.

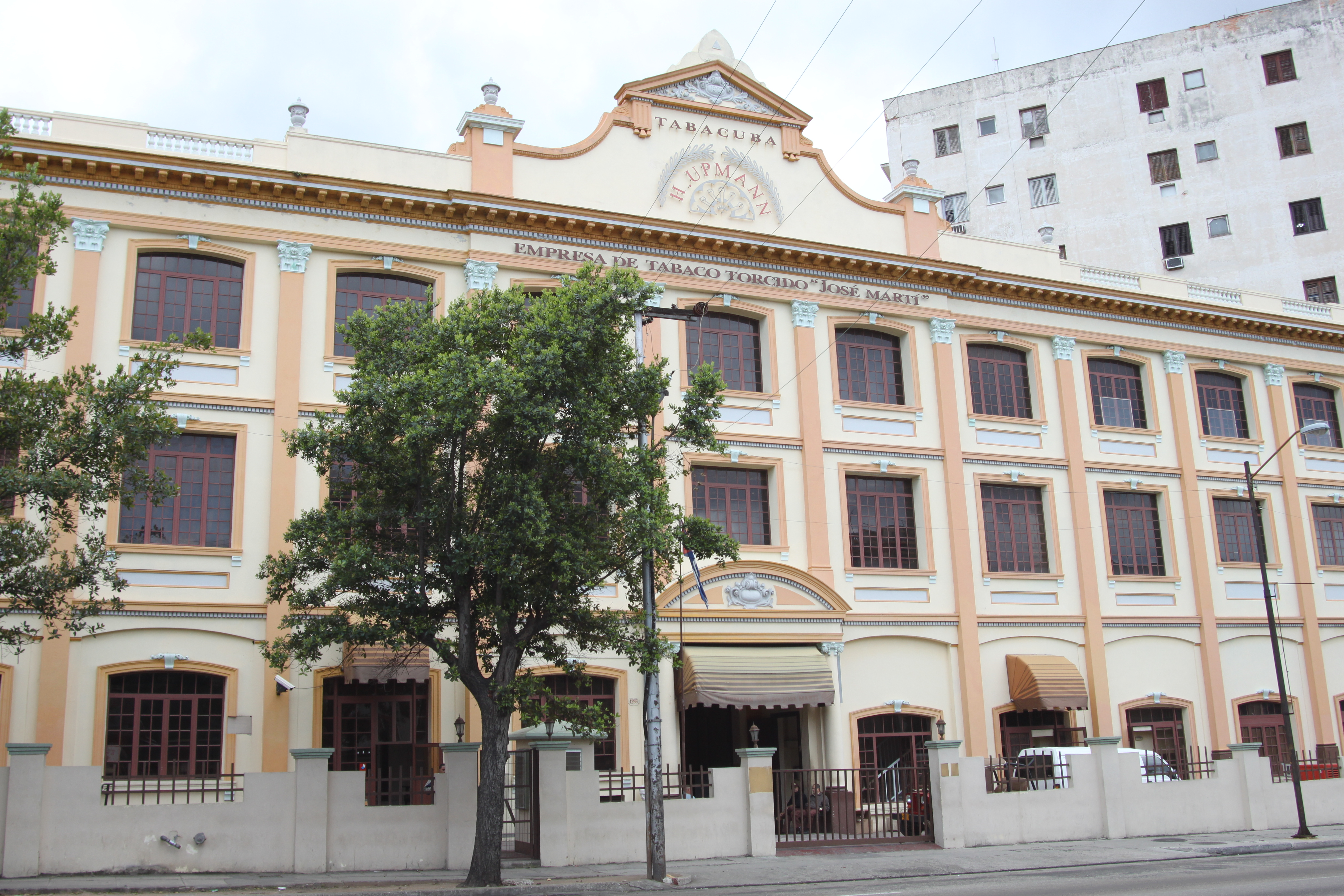
L'usine de confection de cigares H. Upmann à La Havane.

Une autre scène complexe faisant appel à l'ingénierie est celle des funérailles d'un rebelle assassiné, dans une foule nombreuse. Ici, le cadreur, caméra à la main, marche d'abord dans la rue aux côtés des manifestants puis s'élève sur un ascenseur en forme de chaise amovible au quatrième étage d'un immeuble d'habitation, puis se déplace sur un chariot en passant par un pont pour aller de cet immeuble à un autre. Après cela, il parcourt l'atelier de confection de cigares de la célèbre usine H. Upmann en observant les personnes qui y travaillent et filme ensuite le panorama du cortège funèbre depuis la fenêtre, comme s'il planait au-dessus de la foule,. La caméra, dont la batterie se trouvait dans un panier, était ensuite fixée magnétiquement à l'appareil et se déplaçait doucement sur un rail suspendu au-dessus des personnes en mouvement dans la rue,. La caméra elle-même se déplaçait au-dessus du cortège parce qu'elle était tirée par une corde par le champion de lutte cubain. Afin de cacher au spectateur la secousse de la caméra lors de sa fixation sur le bloc, le drapeau cubain est déployé de manière synchronisée et accroché à la fenêtre juste devant l'objectif. Cette scène a nécessité le travail coordonné de toute l'équipe de tournage et du personnel technique. Le fait que les cinéastes soient arrivés sur place un mois à l'avance pour préparer le tournage, et que le processus lui-même ait pris un mois de plus que prévu, témoigne du travail qui a dû être mis en œuvre. Boris Brojovski, l'un des cadreurs du film, se souvient avec gratitude qu'en dépit de tous les problèmes et manquements inévitables pour résoudre les problèmes visuels et techniques les plus complexes du film, Ouroussevski était compréhensif à l'égard des erreurs et des lacunes de ses subordonnés. Ainsi, lorsque le monteur cubain n'a pas compris ses collègues russophones et a gâché les résultats d'une journée entière de tournage, il l'a pris très calmement et les scènes nécessaires ont été tournées à nouveau.
D'autres dispositifs et équipements techniques complexes ont été utilisés pendant la production du film, dont beaucoup ont été créés par l'équipe technique sous la direction de Konstantine Chipov, un mécanicien d'équipement. Pour tourner l'épisode du deuxième épisode, où le paysan Pedro met le feu à sa cabane, l'équipe du film a mis au point un système vidéo basé sur une caméra, dont l'image était affichée sur le téléviseur personnel d'Ouroussevski apporté de Moscou. Ce système est considéré comme le prototype du moniteur vidéo du cadreur professionnel moderne créé à Hollywood deux décennies plus tard. Les Soviétiques ont volontiers partagé les compétences professionnelles nécessaires non seulement pendant le processus de tournage proprement dit, mais aussi dans des domaines connexes (maquillage, pyrotechnie, montage, etc.). Ouroussevski était très fier de la scène dans le bosquet de cocotiers, où le rebelle se fraye un chemin à travers les branches, se cachant de ses poursuivants. Pour cette scène techniquement difficile, une tour spéciale a été construite avec un câble accroché, sur lequel la caméra se déplaçait à l'aide de rouleaux. Fixée au câble par un aimant, elle suivait l'acteur qui courait. La scène commence au sommet, d'où l'on ne voit rien d'autre que la cime des palmiers, puis la caméra commence à suivre l'homme qui court et se rapproche de lui. Pendant la descente du sommet, la caméra filme toute seule, mais en bas, elle est interceptée par Ouroussevski, son assistant déconnecte l'aimant de la caméra, et le second s'occupe à ce moment-là de la mise au point de l'image. Après cela, l'acteur continuait à se déplacer et Ouroussevski, assis dans le chariot du cadreur, filmait à une vitesse considérable la fuite du personnage poursuivi. L'acteur s'arrêtait alors, se retournait et la caméra le filmait en gros plan. À ce moment-là, Ouroussevski s'est prudemment déplacé du chariot vers le sol et a couru après l'acteur, le filmant de dos. Le cadreur a souligné qu'il était heureux que l'artiste cubain impliqué dans cette scène soit tombé par inadvertance et que lui, avec sa caméra, ait réussi à rester debout. Dans cet épisode techniquement difficile, Ouroussevski a souligné non seulement les difficultés de synchronisation du téléphérique avec le travelling du cadreur et la course qui s'ensuivit, mais aussi le tournage original à des vitesses d'image différentes. Pendant le tournage, la batterie de la caméra s'est progressivement vidée et, pour un meilleur effet visuel, les opérateurs ont délibérément utilisé une batterie déjà épuisée. Cette méthode a permis de réduire la vitesse des 24 images habituelles à 16, 14 et même 12 images par seconde. Ouroussevski explique que cette technique a permis d'augmenter le rythme et la tension de cette scène très dynamique. La transition elle-même s'est faite en douceur, alors que du point de vue de l'exposition, ce processus n'était pas si visible : « Ensuite, le film était parfaitement imprimé sous une seule lumière, et le rythme du mouvement s'accélérait et atteignait le niveau souhaité ».
Le travail sur le film s'achève en mai 1964, et à la fin du mois de juin de la même année, le Goskino l'accepte en espagnol, et quelques mois plus tard en russe. Selon le biographe du réalisateur, l'historien du cinéma soviétique Guerman Kremlev, la production à grande échelle a impliqué « 16 cinéastes soviétiques, environ 50 cinéastes cubains et des milliers de leurs amis et assistants dévoués, qui ont suivi avec zèle la vérité de l'image ». Selon des estimations contemporaines, le budget du film s'élèverait à environ 600 000 dollars américains.

### Musique
La musique du film a été composée par Carlos Fariñas, un éminent compositeur. Son œuvre reflète différents styles musicaux, à la fois cubains, européens et américains. Selon le musicologue russe Vitali Dotsenko, même à l'époque de l'avant-garde, ses œuvres ont invariablement « un accent cubain caractéristique, un timbre et une diversité rythmique, et ses expériences sont basées sur une solide technique de composition ». Le film utilise des musiques écrites spécifiquement pour lui, ainsi que des emprunts et des adaptations (Loco Amor, un arrangement espagnol de Crazy Love de Paul Anka, l'hymne cubain La Bayamesa, les chants de guerre américains Anchors Aweigh! et Gobs on the Loose),. La musique a une valeur dramaturgique importante ; elle accompagne l'action et le commentaire en voix hors champ. Khrenov a écrit que dans la scène des funérailles de l'étudiant Enrique, l'image de la cloche et les sons qu'elle émet ont un impact significatif, qu'il attribue à l'influence d'Ievtouchenko, car la cloche apparaît à plusieurs reprises dans son œuvre et est significative dans d'autres œuvres du poète. Un critique américain a écrit que la bande son est aussi impressionnante que les images : « La musique, surtout au début du film, transporte le spectateur d'un espace à l'autre : par exemple, Loco amor chanté avec extase par un chanteur de boîte de nuit et les cris mélodieux d'un vendeur de fruits ambulant offrant des oranges et des prunes californiennes ». Un élément supplémentaire pour relier les éléments spatiaux de ce qui se passe à l'écran est « la voix de velours du narrateur qui récite des lignes impressionnistes ». David E. Nachman a qualifié le film d'œuvre remarquable et a également souligné son excellente bande sonore, remplie d'intonations musicales cubaines de l'époque. Un moment musical interprété par un vieux musicien de rue, Canción triste, est devenu un thème classique de la musique cubaine pour guitare.

## Exploitation

### Accueil public
Portocarrero a créé l'affiche du film pour la distribution cubaine, tandis que la version soviétique a été conçue par Boris Roudine, un maître reconnu du photomontage d'affiches de films et l'un des principaux artistes de Reklamfilm dans les années 1950 et 1960. Une autre affiche a été conçue par Vilen Karakachev (ru), qui a également travaillé dans la même société de production cinématographique. Lors de l'exploitation dans les cinémas, le film a été présenté en deux parties indépendantes, bien que les auteurs l'aient conçu sans le diviser en deux. La première du film a lieu le 24 juillet 1964 dans la ville de Santiago de Cuba, dans une salle de 1 500 places, et, selon Alexeï Barinov, vice-président du Goskino, de nombreux Cubains n'ont pas pu rentré en salles faute de place. Deux jours plus tard, après un rassemblement de milliers de personnes et le discours de Castro, une seconde projection a lieu sur la place centrale de la ville. Le 30 juillet, la première à La Havane a eu lieu dans le plus grand cinéma de la capitale cubaine, le Rampa. Malgré les déclarations soviétiques sur l'accueil chaleureux du film à Cuba, le film a été mal reçu par les critiques, le public et même certains Cubains ayant participé au tournage, et le film aurait quitté les écrans une semaine après la première. En URSS, des projections publiques du film ont lieu à partir de la fin juillet 1964, et la projection du film débute le 2 novembre 1964 au cinéma Rossia (ru) de Moscou,, mais malgré le sujet cubain d'actualité et l'enthousiasme soviétique pour les événements révolutionnaires en Amérique latine, le film n'est pas un succès. À l'initiative de la revue Iskoustvo Kino, un débat est organisé au syndicat des travailleurs de la cinématographie de l'URSS, au cours duquel, selon l'historien de l'art russe Nikolaï Khrenov, « beaucoup de bonnes choses ont été dites sur les auteurs exceptionnellement doués et beaucoup de mauvaises choses ont été dites sur le film ». Un certain nombre de participants au débat sont positifs à l'égard du film. Un certain nombre de membres du collectif se sont exprimés positivement sur le contenu et l'aspect visuel du film, tandis que d'autres, bien que soulignant l'extraordinaire talent des auteurs et des épisodes individuels, ont une vision générale négative du film. Ces opinions opposées ont été notées dans les conclusions du comité éditorial de la revue, qui a critiqué la forme et l'imagerie expérimentales, soulignant l'absence d'une véritable base dramaturgique et d'un développement des personnages : « Dans le film Soy Cuba, de nombreuses techniques trouvées dans les films Quand passent les cigognes et La Lettre inachevée ont été répétées à certains égards, quelque part développées, et la négligence du scénario et la rareté des dialogues dans cette œuvre a été révélée avec une clarté évidente ». Malgré cette évaluation globale négative, le texte éditorial exprime l'espoir de voir Kalatozov et Ouroussevski poursuivre leur exploration.

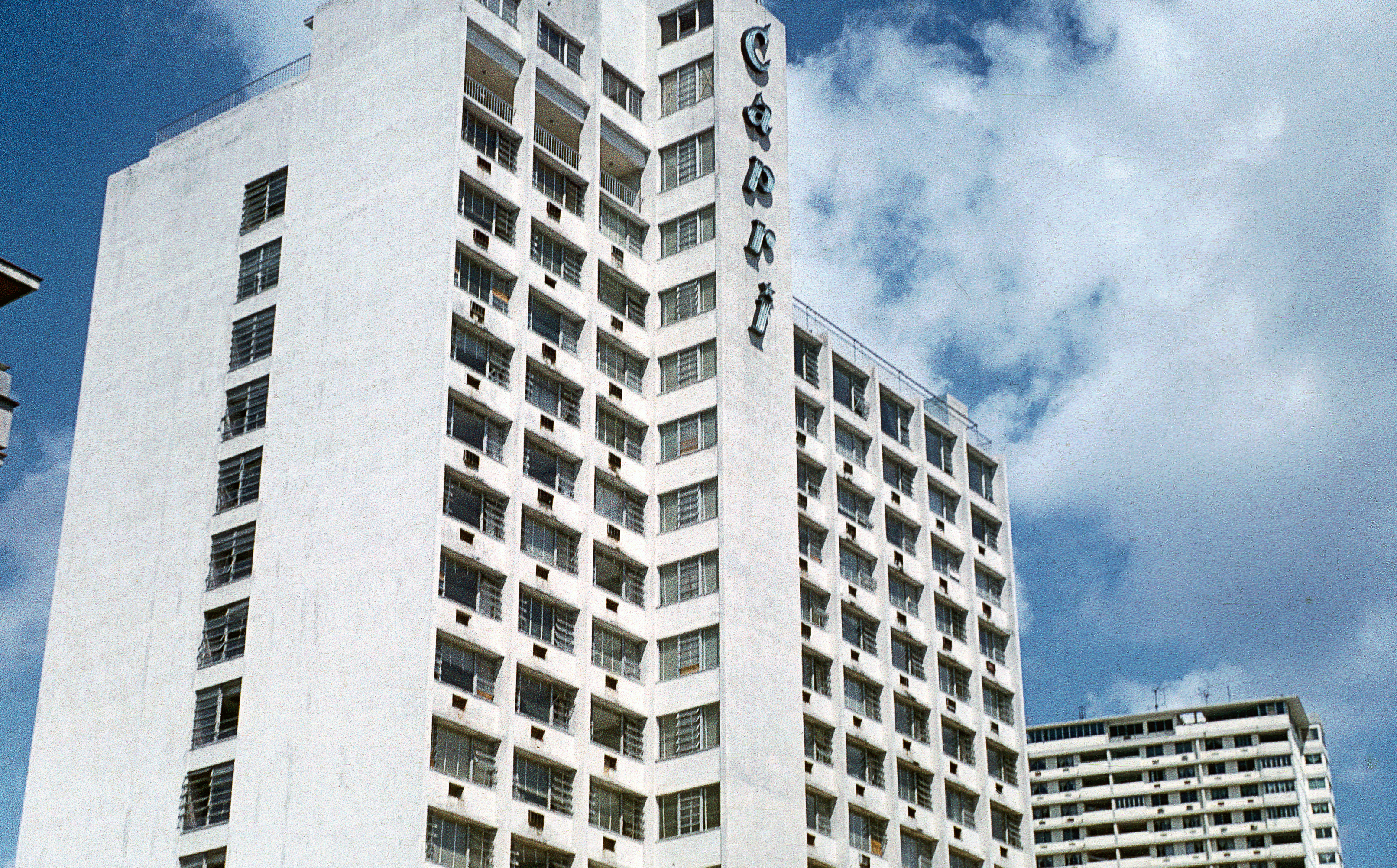
L'hôtel Capri, un symbole de la Havane américanisée et mafieuse et de ses vices et tentations.

Selon des données publiées dans la revue Iskoustvo Kino, le film a été vu par 5,4 millions (première partie) et 5,3 millions de spectateurs (seconde partie) au cours de son année d'exploitation au box-office soviétique. Il s'est classé à l'avant-dernière place, 39e, parmi les films produits dans le pays. On pense que le rejet par les autorités cubaines et soviétiques est largement dû au fait que dans le film, l'image de « l'Occident en décomposition », est présentée de manière très attrayante pour les membres de la société socialiste, « en raison de la perfection irrésistible des images ». Selon Ievtouchenko, l'échec du film dans les deux pays est principalement dû à des problèmes économiques. En URSS, les gens du peuple reprochaient aux dirigeants soviétiques les difficultés causées par le soutien coûteux au régime cubain, tandis qu'à Cuba, au contraire, ils voyaient dans les échecs du gouvernement révolutionnaire l'influence des « Russes ». En fait, le film n'a pas été interdit à Cuba, mais il n'a pas rencontré de succès, « l'ambiance romantique avait déjà disparu, les gens avaient commencé à faire la queue avec des tickets de rationnement » du fait de l'embargo américain. Lors de l'une des projections, Kalatozov était dans le public avec Ievtouchenko, et ils ont entendu une femme cubaine crier : « Khrouchtchev, donne-moi un morceau de fromage ! ». Ces relations contradictoires entre Cuba et l'URSS ont été résumées par le poète Ievtouchenko comme suit : « C'était voulu comme de la propagande, mais en fait c'était de l'anti-propagande. Et c'est pourquoi la proposition de Kalatozov n'a pas pu aboutir. C'est simplement que ni le peuple soviétique ni le peuple cubain n'ont accepté ce film ». En outre, les dirigeants cubains ont été déçus par le comportement des autorités soviétiques qui ont résolu la crise des missiles de Cuba avec le gouvernement américain sans leur participation directe, ce qui a été perçu comme une trahison de facto, et a donc contribué à refroidir les relations entre les deux pays,. À l'époque, un couplet détourné d'une chanson folklorique circule à Cuba, qui comprend les mots suivants adressés à Khrouchtchev : « Nikita, mariquita ! Lo que se da, no se quita ! », ce qui signifie littéralement : « Nikita, pédé ! donner c'est donner, reprendre c'est voler ». Fidel Castro a personnellement communiqué avec les Cubains indignés et leur a expliqué que « céder un pion ne signifie pas perdre la partie ». Pavel Grouchko, qui cite cette information, a rencontré Castro pendant le tournage. Il a également déclaré que Castro n'avait pas aimé le film, non seulement en raison de désaccords politiques sur la résolution « en coulisses » de la crise cubaine par les Soviétiques, mais aussi en raison du contenu du film lui-même. Ceci est particulièrement vrai pour le dénouement du film, où des centaines de barbudos avec des bannières flottant au vent descendent de la chaîne de montagnes de la Sierra Maestra. Le leader de la révolution cubaine a déclaré qu'en réalité, lorsque lui et ses amis ont fait le voyage, il ne s'agissait que d'un petit groupe de « rebelles en haillons », et c'est là que réside la grandeur de leur victoire ultérieure. D'après Grouchko, les Cubains ne se sont pas reconnus dans ceux du film car le but du film n'était pas de faire un miroir réaliste et documentaire de la réalité mais une métaphore artistique et technique. Ouroussevski pense que l'échec du film est dû à sa longueur considérable, à la division « mécanique » plutôt que dramatique des épisodes, et à la faiblesse dramaturgique du dernier épisode. Un critique de la New Yorker Review a écrit en 2008 que le rejet du film de Kalatozov était probablement dû à une perte d'enthousiasme révolutionnaire, car les gens étaient confrontés à des problèmes réels après le renversement de Batista, et ne vivaient plus dans un monde pré-révolutionnaire idéaliste. À l'époque, pour des raisons politiques et idéologiques, le film n'a pas non plus eu de succès en Occident, ce qui s'explique par les conséquences de la crise des missiles de Cuba, ainsi que par le contenu anti-américain, communiste et pro-révolutionnaire du film lui-même, qui n'est considéré que comme une œuvre de propagande de cinéastes soviétiques et cubains,,. Dans les pays du bloc occidental, le film est passé inaperçu, car il n'a pas été projeté dans de nombreuses salles ni présenté dans les festivals internationaux de cinéma. Il a été suggéré que l'absence de projections à l'étranger était due au fait que le film promeut explicitement la lutte anti-impérialiste, présente des scènes de rébellion armée, et que la politique étrangère de l'URSS dans les années 1960 voulait a contrario insister sur l'attachement du pays à la paix dans le monde.

### Accueil critique
À sa sortie, le film est sous-estimé tant à Cuba qu'en URSS, et pratiquement inconnu en Occident. Les principales critiques concernaient et concernent toujours sa faiblesse scénaristique, son manque de conviction dramaturgique, ses personnages et ses dialogues stéréotypés, et certains critiques ont affirmé qu'il n'y avait en fait ni scénario ni personnages à proprement parler dans ce film. À Cuba, le film a été condamné pour avoir dépeint le peuple cubain de manière trop dégradante, pour ne pas avoir assez fidèlement reflété son caractère indépendant et son esprit de liberté, et pour ne pas avoir dépeint les Américains et leur protégé Batista de manière suffisamment négative. La presse cubaine a accusé le film d'être irréaliste, et le film a même été surnommé « Je ne suis pas Cuba ! » (espagnol : No soy Cuba). Le critique Luis M. López a écrit dans un article que les auteurs ont essayé de montrer les années prérévolutionnaires du point de vue de la philosophie marxiste, l'accusation portée contre les touristes américains étant exprimée comme notre [les Cubains] propre frustration à l'égard de la société. Cependant, malgré le ton généralement critique des critiques cubains, il y a également eu des évaluations positives. Le journaliste José Rodríguez estime que ce film soviéto-cubain est le meilleur film sur la révolution cubaine. Le critique de cinéma M. R. Aleman a exprimé l'opinion que le film génère un sentiment de fierté pour le cinéma national. La personnalité de théâtre A. Beltrán l'a décrit comme un triomphe du jeune art cubain et, à cet égard, « le premier film soviéto-cubain est un triomphe de la cinématographie inventive et créative »,.

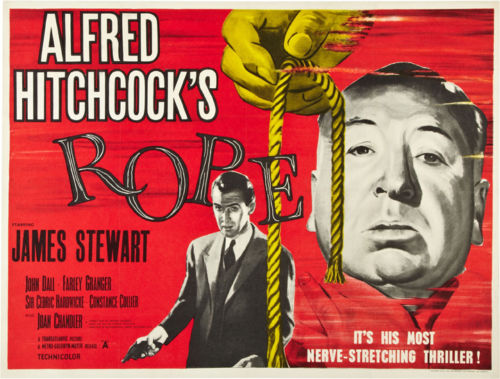
Affiche du film La Corde d'Alfred Hitchcock (1948), une expérience basée sur l'utilisation de longs plan-séquences et d'un nombre limité de coupes. Pour Andreï Tarkovski, dans La Corde comme dans Soy Cuba, la forme prime trop sur le fond.

En Union soviétique, les critiques reprochent aux auteurs le caractère schématique de l'intrigue, l'excès de pathos, l'expérimentation excessive et injustifiée, les recherches formalistes infructueuses, le manque d'humanisme et d'empathie pour les personnes montrées, le manque d'authenticité psychologique, l'insuffisance de la base dramaturgique et l'absence d'un panorama de la vie cubaine,,. La cinéaste Lioudmila Melville a cité l'esthétique du film comme exemple d'une direction cinématographique dans laquelle seule la « folie technique » est atteinte. Le réalisateur Andreï Tarkovski, sur la base de son « concept anti-montage », a critiqué à plusieurs reprises le travail de la photographie, le montage et les « trucs » de mise en scène, qui deviennent en fait une fin en soi. Par exemple, dans ses Conférences sur la réalisation de films, il déclare : « Après tout, il y a eu des tentatives de tout filmer d'un seul point de vue, par exemple La Corde d'Hitchcock ou Soy Cuba, etc. Eh bien, où cela mène-t-il ? À rien, parce qu'il n'y a rien là-dedans ». Vadim Ioussov, éminent chef opérateur soviétique et russe, estime qu'en dépit d'un certain nombre de « brillantes découvertes et trouvailles en matière de photographie », dans des films tels que La Lettre inachevée (1959) et Soy Cuba, il y a eu un « biais » significatif en faveur du visuel, le chef opérateur a « écrasé » le réalisateur, et la forme a commencé à dominer le fond. Les auteurs de l'Histoire du cinéma soviétique ont estimé que si dans la précédente œuvre de Kalatozov-Ouroussevski, La Lettre inachevée, l'expérimentation n'avait pas encore pris le pas sur l'action cinématographique, dans leur film soviéto-cubain, le champ libre est donné à l'expérimentation. Dans cette œuvre talentueuse, le contraste entre la forme et le fond, la dramaturgie et la photographie, un thème révolutionnaire profond et l'analyse qu'en fait l'auteur devient frappant. Cette attitude a conduit à ce que le film montre une image de la « révolution abstraite », alors que la situation du peuple, à l'origine du soulèvement, est réduite à des notions vagues. La confirmation que le film se déroule à Cuba n'est donnée que par la « couleur locale » exotique richement présentée. À cet égard, selon les critiques, l'œuvre du réalisateur a été perçue comme une crise : « Ayant perdu pied dans ses velléités humanistes, Kalatozov a perdu son statut de véritable pionnier qui lui revient de droit en tant qu'auteur de Quand passent les cigognes ». En même temps, malgré ces affirmations, les critiques soviétiques n'ont pu manquer de noter un certain nombre de techniques visuelles audacieuses, originales et bien pensées par les auteurs du film, notamment la netteté de la composition, l'amplitude des cadres, la richesse des panoramas, une expressivité particulière et des techniques de prise de vue inhabituelles,. Les rédacteurs de la revue Iskoustvo Kino ont organisé une discussion sur le film au sein de l'Union des travailleurs de la cinématographie de l'URSS, à laquelle ont participé des réalisateurs, des chefs opérateurs, des historiens du cinéma et des critiques. Au cours de la discussion, des opinions opposées se sont exprimées, l'esthétique du film avait ses défenseurs, mais en général, le contexte général était critique. Khrenov pense que ce rejet de la part de certains critiques est dû à un manque de compréhension de la nouvelle esthétique poétique du film et de son intrigue non conventionnelle. À cet égard, il cite une analyse très révélatrice de l'historien du cinéma Gueorgui Kapralov sur l'une des scènes du deuxième segment :
« Так, описывая эпизод высадки повстанцев из фильма, критик говорит: «Наёмники Баттисты обнаружили их (повстанцев) и осветили прожекторами в тот момент, когда они, ещё по колено в воде, выходят из моря. Начинается допрос. «Где Фидель?». И повстанцы по очереди отвечают: «Я — Фидель», «Я — Фидель», «Я — Фидель». Негр говорит эти слова, улыбаясь, почти ликуя. Он счастлив, умирая за революцию. Как было бы усилено эмоциональное воздействие эпизода, если бы он имел предысторию, если бы мы знали, что это за люди »
— Gueorgui Kapralov (ru)

« Ainsi, décrivant l'épisode du débarquement des rebelles dans le film, le critique dit : "Les mercenaires de Battista les ont découverts (les rebelles) et les ont éclairés avec des projecteurs au moment où ils émergent de la mer, ayant encore de l'eau jusqu'aux genoux. L'interrogatoire commence. "Où est Fidel ?" Et les rebelles répondent à tour de rôle : "Je suis Fidel", "Je suis Fidel", "Je suis Fidel". Le Noir prononce ces mots en souriant, presque en jubilant. Il est heureux, il meurt pour la révolution. L'impact émotionnel de l'épisode serait renforcé s'il y avait une histoire, si nous savions qui sont ces gens. »
Selon Kapralov, les événements révolutionnaires et leur drame profond ont été relégués à l'arrière-plan, tandis que la technique cinématographique et les éléments visuels ont pris le devant de la scène, ce qui a détourné le spectateur des transformations historiques à grande échelle à Cuba. Il note tout d'abord l'échec du scénario, la convention romantico-exotique, la postériorité, la banalité, l'aspect mélodramatique de l'histoire et des personnages, dont les caractères manquent de développement. Si l'inspiration littéraire sous forme de vers est intéressante, la tentative de la transposer à l'écran semble démesurément difficile. Selon Kapralov, c'est la faiblesse du scénario poétique d'Ievtouchenko qui a conduit Ouroussevski et Kalatozov à tenter de la compenser par une mise en scène et une photographie virtuoses. Le critique remarque à ce propos : « Il me semble que le film est souvent construit sur le principe d'un poème à l'écran : il a ses strophes, ses rythmes, ses rimes, mais il manque clairement de contenu humain ». Contrairement à ce point de vue, le spécialiste du cinéma Eugène Weizman a insisté sur le fait qu'il n'y avait pas d'incohérence entre le scénario et la stylistique, car ils ont été créés par une équipe de personnes partageant les mêmes idées, ce qui a conduit à l'émergence d'une œuvre unifiée « dans la dramaturgie et le style » : « Le film est philosophique et poétique, excluant le cadre standard du développement de l'intrigue et de la clarté locale des personnages individuels ». Anatoli Golovnia, tout en faisant l'éloge général du travail de Kalatozov et d'Ouroussevski — « une splendide collaboration de deux maîtres » — leur reproche l'utilisation excessive des « trucs » de la caméra, les possibilités de l'objectif à courte focale, qui sont souvent une fin en soi et se répètent : « Tout le film en souffre - la virtuosité, l'excès d'habileté, commence à lui nuire quelque part ». Cette position « anti-formaliste » est généralement soutenue par les chefs opérateurs Sergueï Polouïanov (ru), Aleksandr Zilbernik et Nikolaï Prozorovski. Le réalisateur Iouli Koun (ru) n'est pas d'accord avec ces affirmations et insiste sur le fait que l'utilisation judicieuse de la photographie est destinée à transmettre la nature imaginative de la révolution, de sorte que certains « extrêmes » picturaux contribuent à une meilleure représentation de l'épopée poétique. Il a également estimé que le recours à une telle intrigue était une position d'auteur des créateurs, qui ne cherchaient pas à rendre le film « formellement divertissant », passionnant et « clairement structuré », comme un roman policier.

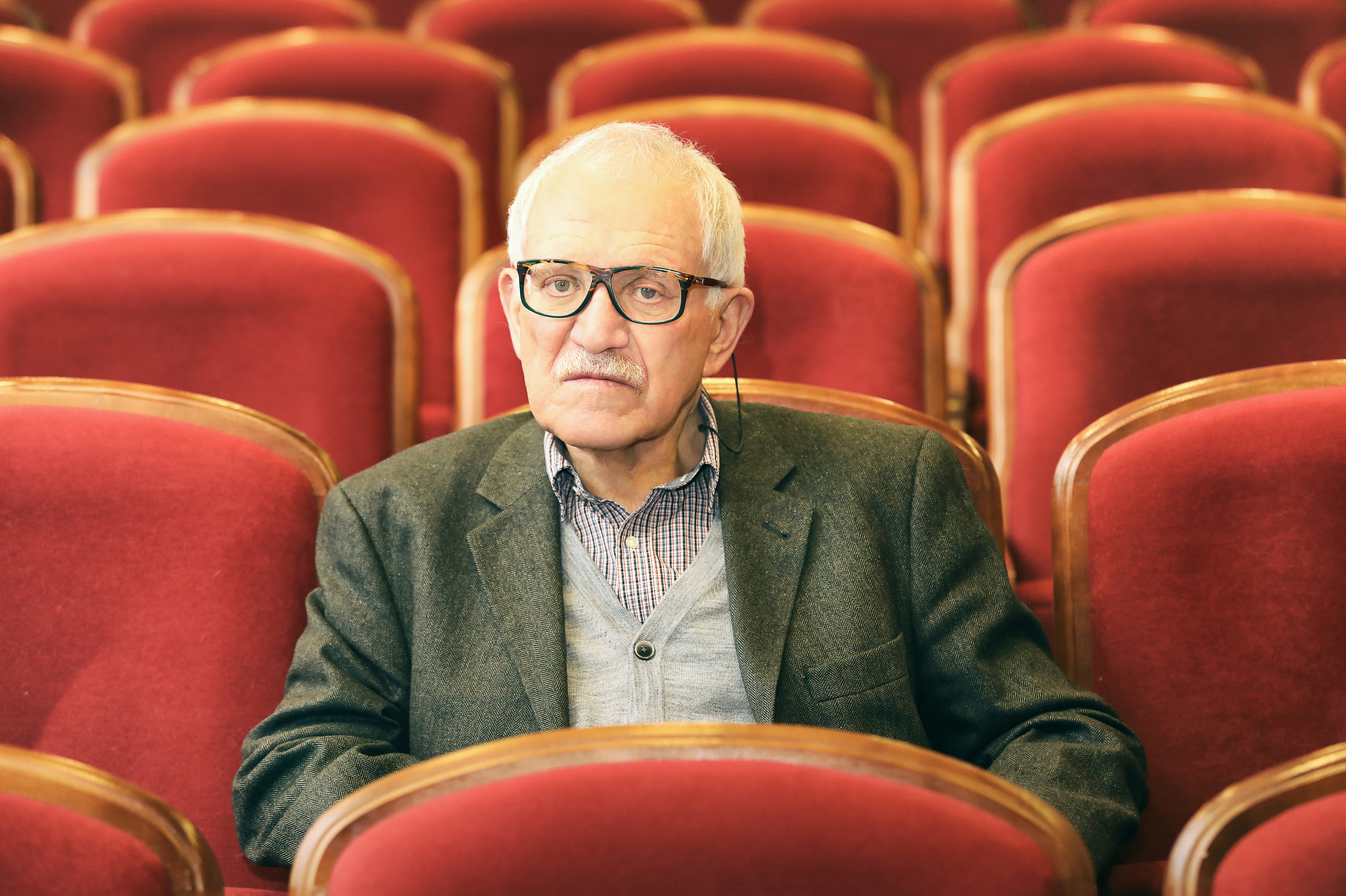
Alexandre Mitta estime que les films de Kalatozov sont fondamentalement trop graphiques.

Guerman Kremlev, défendant également le film, écrit en 1964 que dans cette production à grande échelle, les auteurs ont réussi à montrer l'histoire de la vie du « combattant du peuple » au moyen d'une « abstraction artistique », et les quatre épisodes présentés à l'écran semblent montrer l'histoire de la révolution en quatre chapitres : « C'est comme si l'histoire — récente, familière, vécue — prenait vie sur l'écran ; on tourne avidement page après page, une scène excitante est remplacée par une nouvelle, encore plus excitante… ». La plus grande critique du film a été faite par le réalisateur Grigori Tchoukhraï, qui l'a qualifié de phénomène complexe, qu'il ne peut s'empêcher d'admirer, mais qu'il rejette en dernière lecture. Selon lui, après avoir respecté les créateurs et leur travail, il a ressenti successivement « de la déception, de l'irritation, du ressentiment, de la fatigue et, finalement, un sentiment de rejet total du film, un sentiment de révolte à son égard ». Selon lui, il a essayé de le visionner sans préjugés, mais derrière le travail de photographie « unique », il n'a pas vu le véritable « film » — sur les Cubains vivants et leur révolution — parce que le résultat ne répond pas aux critères d'une œuvre de fiction conçue pour « exprimer » plutôt que pour « montrer » un phénomène ou un événement. Tchoukhraï a souligné l'absence d'une composante émotionnelle, comme il l'a dit — « l'excitation », montrant le caractère du peuple et ses aspirations. Il partage l'avis de Polianov selon lequel si les représentants du néoréalisme italien possèdent ces qualités, ce n'est pas le cas de Soy Cuba : "Nous ne nous sentons pas proches d'eux et nous ne comprenons ni la douleur, ni la colère du peuple cubain, ni son élan révolutionnaire, ni son héroïsme —. Le réalisateur a fait remarquer que le Cuba pré-révolutionnaire est présenté sous une forme trop attrayante, ce qui atténue la charge dénonciatrice de l'œuvre, dont les auteurs « nous proposent d'admirer comment les Yankees se détendent », tandis que les ennemis des gens du peuple n'ont pas été révélés pour ce qu'ils sont vraiment et que le spectateur n'a rien appris à leur sujet. Un autre inconvénient, selon Grigori Naumovitch, est que l'imagerie froide se manifeste également dans les épisodes tragiques, qui peuvent être considérés d'une certaine manière comme une esthétisation de la violence et de la souffrance. Ainsi, selon son observation, c'est le cas dans la scène qui montre la douleur d'un paysan brûlant ses récoltes ou la mort d'un enfant sous les bombes, également présentés dans un style visuel spectaculaire, ce qui est non seulement inacceptable mais aussi offensant : « La mort d'un enfant, un amour brisé, la douleur d'un pauvre homme, la colère d'un peuple poussé au désespoir - tout cela ne devrait pas être utilisé pour se mettre en valeur ». Il n'est pas non plus d'accord avec les critiques qui prétendent que le scénario est le principal problème, car il est sûr que c'est exactement ce que Kalatozov et Ouroussevski voulaient faire ; c'était leur choix conscient, mais apparemment une autre source d'inspiration littéraire aurait été mieux adapté à leurs parti-pris cinématographiques.
Plus tard, dans les études cinématographiques soviétiques et russes, les caractéristiques artistiques et l'importance du film ont été réexaminées et ont fait l'objet d'évaluations plus équilibrées. Pavel Tchoukhraï, qui a connu Ouroussevski de près et a beaucoup apprécié son travail, a écrit plus tard que le chef opérateur aimait trop la « belle photographie », ce qui a entraîné un manque d'adhésion et de popularité de ses films auprès du public. Selon l'observation du réalisateur, dans l'esprit d'un chef opérateur exceptionnel comme Ouroussevski, la photographie représente « l'art de l'image », ce qu'il a essayé de prouver dans ses œuvres. « J'avais une opinion différente et j'ai essayé de l'empêcher de faire des erreurs, mais je n'y suis pas parvenu. Son film Soy Cuba, un chef-d'œuvre en termes d'image, a été oublié peu après sa sortie. Les films dont il est devenu le réalisateur n'ont pas eu de succès et n'ont pas été couronnés de succès », poursuit Tchoukhraï. Le réalisateur russe Alexandre Mitta a déclaré que les films de Kalatozov tels que La Lettre inachevée et Soy Cuba n'ont pas été compris par le public lors de leur première projection et n'ont pas laissé « une grande trace dans notre cinéma ». Il attribue cette situation au rejet du cinéma narratif par le réalisateur, qui, après le mélodrame Quand passent les cigognes, s'est lancé dans des films à la mise en scène purement visuelle. Selon Mitta, le film cubain de Kalatozov est « exquis, mais il n'est pas non plus très convivial avec le public [...] bien que je sache que, par exemple, Coppola est un grand admirateur de Kalatozov et d'Ouroussevski (pour lui, ce sont des classiques incontestés du cinéma mondial), il est certain qu'il montrera ces films à ses étudiants ». Le réalisateur russe Sergueï Soloviov voit dans le travail d'Ouroussevski « un monde très spécial », ce qui est désormais connu sous le nom de « photographie d'Ouroussevski ». Elle n'est en rien comparable à « l'utilisation primitive » de la « caméra libre » de Lars von Trier. « Dans le cas d'Ouroussevski, tout est fait à un niveau que personne ne peut même approcher aujourd'hui. Et le fait que ce soit grâce à Ouroussevski que Trier se soit accroché à cette soi-disant "caméra libre" ne veut rien dire. Une caméra dans les mains d'un génie, l'autre dans les mains de Trier. D'où le résultat ».

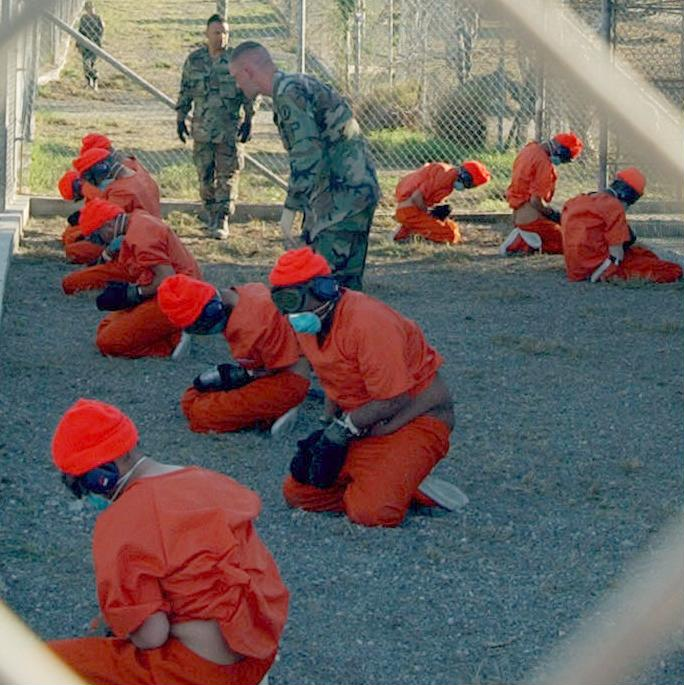
Arrivée des détenus au camp de Guantánamo en janvier 2002.

La critique occidentale a surtout critiqué la polarisation politique et évaluative pro-soviétique des personnages contrastés (par exemple, le contraste entre les méchants et criminels policiers et les gentils étudiants), mais a souligné l'habileté exceptionnelle d'Ouroussevski. Son travail de photographie a été reconnu comme une référence pour le développement de la photographie. Les chefs opérateurs Sean Bobbitt et Ben Seresin (en), qui ont remporté de nombreux prix internationaux, le considèrent comme l'un des plus importants de l'histoire. Seresin note que les premiers plans du film sont déjà très naturels, mais qu'ils sont cinématographiquement pittoresques et font une très forte impression : « Il n'y a pas de jeu d'acteur, et quand ils commencent à jouer, cela semble un peu délibéré, mais on a toujours l'impression d'être dans le film lui-même. On peut toucher l'atmosphère, la sentir ». Bobbitt parle également du caractère unique de la photographie d'Ouroussevski, qui est étonnant compte tenu du niveau technique du cinéma au début des années 1960. Il est particulièrement impressionné par la scène du cortège funèbre du peuple dans les rues de la ville. Elle est tournée de manière très ingénieuse, surmontant magistralement les difficultés techniques d'un travail de photographie aussi complexe.
Le critique américain Roger Ebert a écrit en 1995 que, bien que les souhaits du film pour un monde nouveau et meilleur pour les Cubains ne se soient pas réalisés et que son idéologie politique soit naïve et dépassée, dans l'ensemble, Soy Cuba est un spectacle à couper le souffle réalisé avec une maîtrise technique surprenante pour les années 1960. L'écrivain et critique britannique Peter Bradshaw estime que le film est l'un des meilleurs jamais réalisés. Il estime qu'en dépit de certains reproches sur sa nature propagandiste, sa technicité magistrale et la beauté de son image en noir et blanc lui confèrent un statut de classique incontestable. Ses auteurs ont réussi à créer un document historique, bien que stylisé, qui a reçu en 2002 une suite moderne en rapport avec la tristement célèbre prison militaire américaine de la baie de Guantánamo à Cuba. Le critique fait référence à un épisode du film où des marins américains poursuivent une jeune Cubaine dans les rues de la ville en fredonnant : « Les filles ici dans le vieux Guantanamo / Elles nous donnent tout ce que nous voulons et elles ne disent jamais non ». En outre, selon le critique, les changements révolutionnaires n'ont mené nulle part et le Cuba moderne est devenu comme le Cuba d'avant la révolution : « La corruption et la prostitution de la capitale de Batista trouvent un écho sinistre dans la Havane de 2002, qu'El Comandante a laissé devenir le Bangkok des Caraïbes ». En 2011, le documentaire Patria o muerte du réalisateur russe Vitali Manski, qui critique les réalités cubaines, est sorti. Il est souvent comparé au film de Kalatozov et aux changements survenus à Cuba en cinquante ans. Manski lui-même a déclaré qu'il appréciait beaucoup Soy Cuba : « C'est follement poétique et très beau, bien que quelque peu stéréotypé. Mais il faut comprendre les conditions dans lesquelles il a été tourné. C'est une œuvre purement artistique, loin de la réalité. C'est de la même manière que je considère, par exemple, le film Tchapaïev ».

### Regain d'intérêt pour le film
Jusqu'au début des années 1990, le film Soy Cuba était pratiquement inconnu du grand public. En 1992, il a été projeté au Festival du film de Telluride dans le Colorado, et en 1993 au Festival du film de San Francisco. Au milieu des années 1990, Martin Scorsese et Francis Ford Coppola le découvrent. Ils sont tellement impressionnés par le film qu'ils le font restaurer par Milestone Films et le projettent dans des festivals internationaux : il figure parmi les nommés pour l'Independent Spirit Award du meilleur film étranger (1995), et les critiques occidentaux font l'éloge de ses caractéristiques artistiques,,. À l'époque, la presse américaine a qualifié le film de chef-d'œuvre cinématographique : « l'un des films les plus follement beaux jamais réalisés », « spectaculaire ! Visuellement époustouflant », « un film sensuellement beau ! Un hymne à l'aspiration à la liberté. Irrésistible ! »,. La critique britannique Diana Iordanova, soulignant le travail de photographie du film, l'a analysé dans les pages de The Russian Review en 1997 comme suit : « Ouroussevski est un virtuose de la caméra mobile, il danse avec elle, marche d'avant en arrière, s'immerge même sous l'eau ».
Le film a été restauré, présenté au grand public lors de nombreux festivals de cinéma et a commencé à être projeté dans le cadre de formations destinées aux directeurs de la photographie et de projections spécialisées. Mikhaïl Kalatozichvili a qualifié cette « renaissance » du film de son grand-père de « deuxième vague » et l'a attribuée principalement à ses grandes qualités artistiques, intéressantes pour les directeurs de la photographie. La photographie et les trouvailles visuelles remarquables de Soy Cuba ont reçu l'approbation des critiques et des chefs opérateurs professionnels. Alexandre Koltsatyi, fils du remarquable chef opérateur soviétique Arkadi Koltsatyi (ru), qui a participé au travail sur le film et a ensuite émigré aux États-Unis, où il a collaboré avec Coppola et Scorsese, a parlé dans une interview des incidents survenus lors des projections. Il a expliqué qu'il avait présenté le film de Kalatozov lors de divers festivals du film dans les années 1990 et qu'à Los Angeles, il avait même dû appeler la police en raison de l'accueil enthousiaste et de certaines manifestations anti-américaines : « Les étudiants radicaux croyaient sérieusement à toutes ces absurdités révolutionnaires, filmées de façon magnifique ». En 2004, le film documentaire Soy Cuba, le mammouth sibérien, réalisé par Vicente Ferras, a été réalisé. Le titre métaphorique fait référence à l'intérêt suscité par le projet soviéto-cubain plusieurs décennies après sa création : comme si un mammouth sibérien parfaitement conservé émergeait du pergélisol.

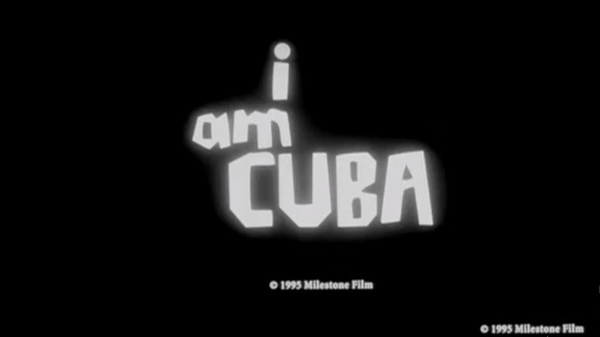
Générique de la version anglaise du film présentée par Milestone en 1995.

Après avoir « redécouvert » le film, d'éminents réalisateurs et caméramans ont souligné ses qualités remarquables. Scorsese a déclaré que s'il avait vu plus tôt les avancées techniques du projet soviéto-cubain, sa carrière cinématographique en aurait été facilitée. Le réalisateur américain a également déclaré que son film Casino (1995) était une sorte d'hommage à ce film. Le réalisateur américain Paul Thomas Anderson cite la production soviéto-cubaine comme l'un de ses films préférés, et le célèbre plan de la caméra plongeant sous la piscine et en ressortant est reproduite dans son film Boogie Nights (1997). Ainsi, lors de la scène de la première visite de Dirk Diggler (Mark Wahlberg) dans un studio pornographique, tournée en plan large, une fille en bikini entre dans la piscine et la caméra plonge complètement dans l'eau, d'où elle refait surface,,. Dans la série de 2019 La Fabuleuse Madame Maisel, la scène dans un restaurant de Soy Cuba où est interprétée la chanson Loco amor (qui est à son tour une reprise de Crazy love de Paul Anka) a été reproduite.

### Restauration
Milestone présente le film au Festival du film de New York en mars 1995. Le film est sorti successivement en VHS, LaserDisc et en DVD. En 2003, sa version restaurée a été projetée au 56e Festival de Cannes, et en 2004, au 57e Festival de Cannes, une version intégrale restaurée du film a remporté le Prix du jury DVD de la découverte,. Une nouvelle version restaurée en 35 mm est sortie en 2005. La même année est sortie l'Ultimate Edition DVD, accompagnée d'un commentaire de Martin Scorsese. En novembre 2007, sous la direction de Scorsese, une édition DVD collector de trois disques du film entièrement restauré est sortie aux États-Unis (y compris une bande son en langue russe), comprenant le documentaire brésilien Soy Cuba, le mammouth sibérien réalisé par Ferras et de nombreux autres bonus. En 2018, le film a été présenté au 56e Festival du film de New York. En 2019, Milestone Films a sorti une version restaurée en haute définition 4K basée sur le métrage original de 35 mm. En juillet 2018, Mosfilm a commencé sa propre restauration numérique 4K du film, qui est achevée l'année suivante,.

### Récompenses et distinctions
- 1964 - VIe Congrès de l'Union internationale des associations techniques cinématographiques (ru) (UNIATEC) à Milan - Grand Prix[117].
- 1996 - National Society of Film Critics : Nomination pour l'Independent's Spirit Awards du meilleur film étranger[161].
- 2007 - Prix de la Society of Camera Operators[161].

## Analyse

### Thèmes

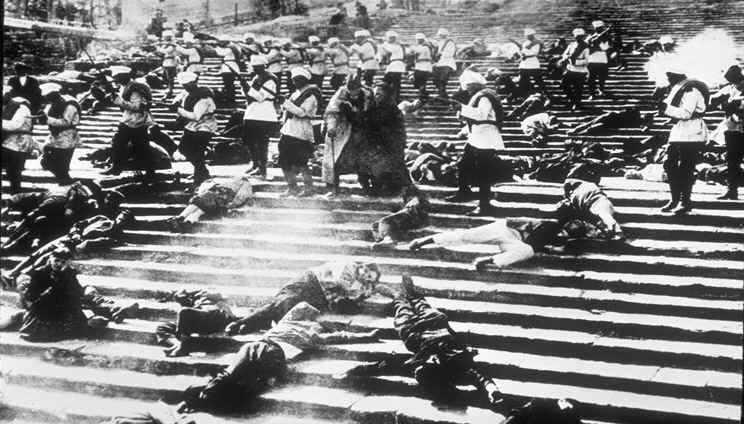
Selon Alexandre Kahn, Soy Cuba se situe dans la lignée du Cuirassé Potemkine (1925) de Sergueï Eisenstein.

La littérature analyse l'aspect politique du film, ainsi que le décalage entre sa composante idéologique et sa poétique visuelle originale et expérimentale. Selon l'historien du cinéma Iouri Bogomolov (ru), le réalisateur et le chef opérateur ont créé un film qui a montré la révolution cubaine d'une nouvelle manière, d'un point de vue différent : « pas l'élément de la révolution, mais un individu dans l'élément de la révolution », écrit-il. L'historien russe du cinéma Mikhaïl Trofimenkov voit dans le sujet et l'esthétique du film « l'esprit révolutionnaire piétiné par la bureaucratie de Staline » et, en ce sens, le compare à d'autres films des années 1960 consacrés aux révolutions russes et mondiales. Il cite notamment des productions telles que L'Instant que nous vivons (1968) d'Emil Loteanu, Pas de gué dans le feu (1968) de Gleb Panfilov et Les Commissaires (1969) de Nikolaï Machtchenko. Selon le critique russe, ces films reflètent un regain d'intérêt pour les événements révolutionnaires, une tendance historique et culturelle générale qui séduit le public et met en exergue une ligne thématique telle que : « La révolution est vivante, la révolution est possible ». Le même auteur a dit au sens figuré : « Les inquisiteurs, les pharisiens et les scribes ont essayé de tuer l'esprit de la révolution, mais ils n'y sont pas parvenus, et la révolution est toujours possible ». La critique russe Elena Stichova voit également l'un des principaux messages du film dans la corrélation des événements révolutionnaires en Russie et à Cuba, ce qui a provoqué des malentendus lors de la sortie du film : « Personne n'a apprécié ou compris que la révolution cubaine, ses causes et ses origines étaient vues à travers le prisme de la mythologie russo-soviétique autochtone ». L'historien de l'art Nikolaï Khrenov s'attarde également sur le caractère politique et journalistique du film, lié aux événements en URSS (demystification du culte de Staline, dégel de Khrouchtchev) et à Cuba (révolution). La société soviétique des années 1960 était caractérisée par la croyance que la déstalinisation ferait revivre les idéaux de la révolution d'Octobre, qui était encore perçue à l'époque dans un esprit romantique et idéalisé. À cet égard, l'épisode de l'arrestation par la police d'étudiants de l'opposition à La Havane et de la découverte dans leur imprimerie d'une édition de L'État et la Révolution de Vladimir Lénine est illustratif. Lorsque le policier leur demande d'avouer de quel livre il s'agit, chacun répond « Le nôtre, et celui qui n'a pas lu ce livre est un ignorant ». Ainsi, souligne Khrenov, tous les crimes sont réduits à la politique de Staline, et Lénine et ses idées idéalisés. L'historien de l'art conclut également que l'un des thèmes phares du film est la réhabilitation des transformations révolutionnaires, en les lavant de tous les crimes et en revenant au point de départ de l'histoire. L'approbation des idées de poursuite de la révolution a été facilitée par les événements de la révolution cubaine, qui ont donc également actualisé la révolution soviétique, mais avec quelques ajustements à l'expérience politico-historique soviétique d'une société qui avait accueilli avec enthousiasme le renversement du régime de Batista.

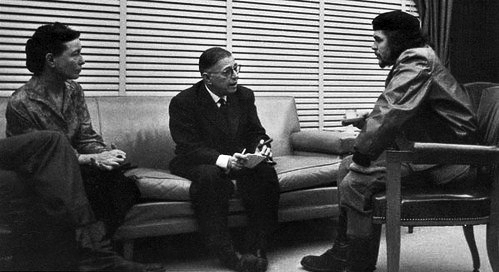
Simone de Beauvoir, Jean-Paul Sartre et Che Guevara à Cuba en 1960.

Le critique américain Roger Ebert s'est attardé sur le fait que, bien sûr, idéologiquement, le film est très tendancieux, didactique, imprégné d'un antiaméricanisme pur et dur, dans les meilleures traditions du réalisme socialiste, mais si on le prend dans son ensemble, cette œuvre talentueuse équilibre le lyrisme et la propagande. Daria Sinitsina estime que le film peut être classé dans la catégorie de l'art réaliste socialiste uniquement en raison de sa composante politico-idéologique et des collisions générales de l'intrigue. Elle conclut également que la poétique du film est beaucoup plus profonde et pas aussi ambiguë qu'on pourrait l'attendre d'une production soviéto-cubaine politiquement motivée, qui s'est en fait avérée plus proche du « modèle néo-romantique ». La position de l'écrivain et critique de cinéma cubain Guillermo Cabrera Infante, qui attribuait les œuvres précédentes d'Ouroussevski — Quand passent les cigognes (1957) et Le Quarante et unième (1956) — au renouveau du romantisme, est révélatrice à cet égard. Il oppose les nouvelles tendances du cinéma soviétique des années 1950 et 1960 au néoréalisme et au réalisme socialiste, qu'il considère comme des « concepts esthétiques en voie d'extinction ». Trofimenkov y voit également une rupture avec les canons de l'art traditionnel soviétique : « Et selon les normes strictes du cinéma réaliste socialiste propagandiste, ce film ne correspondait à aucune grille : c'est une sorte de virée folle, un film décadent ». Trofimenkov a également souligné le fait remarquable que Cuba, avec sa révolution, est devenue pour le mouvement de gauche mondial ce que l'URSS était auparavant : « Le Cuba des années 1960 est le cœur même du monde ». D'éminents représentants de l'élite intellectuelle occidentale, tels que Jean-Paul Sartre et Simone de Beauvoir, ainsi que les réalisateurs Chris Marker et Agnès Varda, qui y ont tourné un film, sont allés voir les transformations révolutionnaires sur l'île de la Liberté et les dirigeants cubains. L'île des Caraïbes est également visitée à cette époque par des personnalités artistiques telles que l'historien du cinéma Georges Sadoul, le poète Pablo Neruda, les documentaristes Roman Karmen, Chris Marker, Joris Ivens et Theodor Christensen,. Les critiques occidentaux notent également que les années 1960 ont été marquées par un regain d'intérêt pour le thème des révolutions, qui s'est traduit par une profusion de films imprégnés de cet esprit, tant sur le plan idéologique qu'esthétique (par exemple, Week-end (1967) de Jean-Luc Godard et Z (1969) de Costa-Gavras). Cependant, même parmi ces films, Soy Cuba est reconnu comme un chef-d'œuvre et une continuation vivante des traditions de l'avant-garde cinématographique soviétique, qui s'est fait connaître à l'étranger (par exemple Le Cuirassé Potemkine (1925) de Sergueï Eisenstein), supplantée par la réaction politique des années 1930 et 1950. Khrenov met également en avant des scènes de rassemblements d'étudiants de La Havane qui, selon lui, préfigurent les manifestations de la nouvelle gauche telles qu'elles ont été ressenties et recréées dans son film Zabriskie Point (1970) par le réalisateur italien Michelangelo Antonioni : « Ce n'est pas un hasard si la figure de Che Guevara, le révolutionnaire cubain, est devenue l'idole de la jeunesse occidentale des années 1960 ».
Selon Ievtouchenko, malgré les problèmes cubains évidents, Kalatozov et Ouroussevski ont réalisé un film qui justifiait certainement les changements révolutionnaires. Le scénariste soviétique du film a insisté, même 40 ans après la réalisation du film, sur le fait qu'il n'y avait « rien dans ce film qui ne soit une vérité historique ».
« Но они всё равно пришли в фильме к тому, что то, что было в истории, та революция, — всё было справедливым. А то, что уже за этой гранью, мы не должны переходить »
— Ievgueni Ievtouchenko

« Mais ils sont quand même arrivés à la conclusion dans le film que ce qui s'est passé dans l'histoire, cette révolution, était tout à fait justifiée. Et il ne faut pas aller chercher midi à quatorze heures. »

### Style

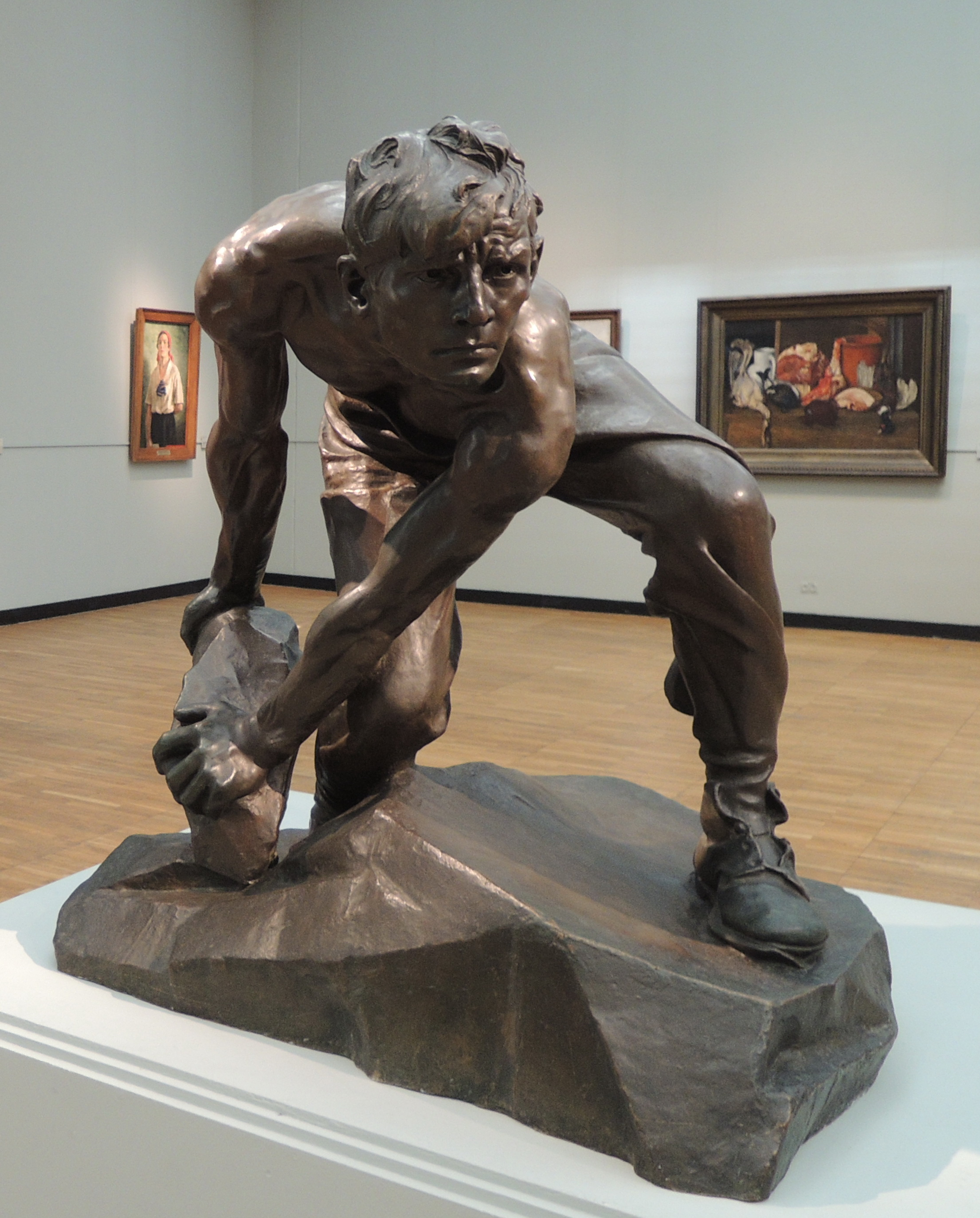
Le pavé, c'est l’arme du prolétaire, sculpture de 1927 d'Ivan Chadr exposée à la galerie Tretiakov à Moscou.

L'historien du cinéma Nikolaï Khrenov voit dans ce film un trait caractéristique de la culture russe et soviétique, lorsque la poésie avec sa narration lyrique à la première personne commence à prévaloir pendant une courte période. Cette orientation était caractéristique de la période du dégel de Khrouchtchev, lorsque, dans le domaine de l'art, on a assisté à un renouveau des traditions de l'avant-garde russe, qui ont eu une suite éphémère dans les efforts créatifs des années 1920. En raison de la diffusion du principe poétique dans le discours culturel soviétique dans les années 1960, de la renommée et du rôle croissants du poète (Ievgueni Ievtouchenko, Andreï Voznessenski et d'autres), la nature confessionnelle de la poésie et ses techniques sont devenues populaires dans d'autres formes d'art, en particulier au cinéma. Selon l'observation de Khrenov, Soy Cuba est une œuvre extrêmement publicitaire. Elle montre un rejet marqué des canons dramaturgiques soviétiques des années 1930, qui sont devenus caractéristiques des œuvres consacrées à la révolution d'Octobre et qui étaient influencées par les formes du roman et de la prose. Le film soviéto-cubain marque la renaissance du cinéma d'avant-garde des années 1920, également basé sur une réévaluation des formes littéraires conventionnelles. Selon Khrenov, les années 1960 représentent non seulement l'établissement d'un nouveau genre lyrique-publiciste, mais aussi la restauration des positions perdues d'une orientation de l'avant-garde soviétique telle que le film poétique, où l'intrigue est présentée sous une forme nouvelle et non conventionnelle. Le rejet de l'intrigue narrative habituelle a conduit à un retour à certaines techniques du cinéma d'avant-garde soviétique appelées « cinéma subsonique » (дозвукового кино) ; par exemple, dans Soy Cuba, le rôle du dialogue est réduit au minimum. Apparemment, pour le réalisateur lui-même, il s'agit d'un retour à la poétique du film documentaire d'avant-garde Le Sel de Svanétie (1930), qui était dépourvu des intrigues habituelles et consacré au thème de l'établissement de la révolution dans l'une des communautés géorgiennes reculées de Svanétie.
Khrenov souligne également l'importante intertextualité du film, qui, selon lui, contient des références et des allusions non seulement aux premières œuvres de Kalatozov et de l'art d'avant-garde soviétique des années 1920 sur des thèmes révolutionnaires, mais aussi du cinéma occidental. La scène où Enrico tente d'approcher un policier pour lui jeter une pierre renvoie, selon les critiques, à la sculpture d'Ivan Chadr Le pavé, c'est l’arme du prolétaire (Булыжник — оружие пролетариата, 1927). En outre, ces plans, où Enrico, mortellement blessé, continue de marcher pendant un certain temps avec la pierre à la main, rappellent un dispositif similaire du film d'Alexandre Dovjenko. Les funérailles bondées du héros assassiné seraient également tournées dans l'esprit de l'éminent réalisateur soviétique ukrainien, et le panorama et la perspective de cette scène rappellent la photographie Rassemblement pour une manifestation (Сбор на демонстрацию, 1928) d'Alexandre Rodtchenko, connu pour ses expérimentations sur les points et les angles. Selon les critiques, certaines scènes font référence aux œuvres de Sergueï Eisenstein. Par exemple, la continuité avec le Cuirassé Potemkine a été soulignée à plusieurs reprises, ce qui a été clairement démontré dans les plans d'un rassemblement d'étudiants dans les escaliers de l'université de La Havane, qui renvoient à la célèbre scène de l'escalier du Potemkine du film d'Eisenstein. Khrenov souligne le détail selon non fortuit que les paysages cubains et les gros plans des visages des personnages sur le ciel tropical évoquent des associations avec les plans correspondants du film inachevé d'Eisenstein, ¡Que viva México! (1931-1932). Anatoli Golovnia a vu dans la représentation poétique des événements révolutionnaires et le pathos du film une continuité avec les œuvres des maîtres soviétiques des années 1920 : Octobre (1928) d'Eisenstein, La Fin de Saint-Pétersbourg (1927) de Vsevolod Poudovkine, ainsi que d'autres films de l'époque sur le même sujet.

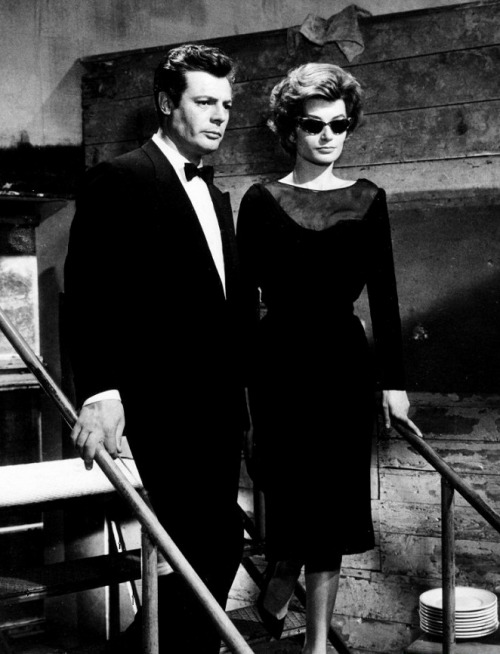
Marcello Mastroianni et Anouk Aimée dans La dolce vita (1960). La scène où les deux personnages se rendent dans un bidonville a inspiré une scène semblable dans Soy Cuba.

L'intertextualité du film est également représentée par des images et des références au cinéma occidental, avec lequel Kalatozov s'est familiarisé lorsqu'il travaillait en 1943-1945 aux États-Unis en tant que représentant plénipotentiaire du Goskino,. Parmi ces références figuratives, on peut citer la scène du premier épisode où la prostituée Maria permet à un touriste américain de visiter son logement sordide dans un bidonville. Khrenov note que cet épisode est inspiré d'une des scènes d'ouverture du célèbre film de Federico Fellini, La dolce vita (1960), où Marcello Rubini (Marcello Mastroianni), accompagné de sa riche petite amie Maddalena (Anouk Aimée), traverse sur une planche une flaque d'eau dans un quartier pauvre de Rome jusqu'à l'appartement de la prostituée (Adriana Moneta). La célèbre scène de l'hôtel Capri de La Havane serait également influencée par le même film de Fellini, avec des épisodes bohèmes et décadents inspirés de La dolce vita,. Une autre référence se trouve dans l'épisode de l'interrogatoire des rebelles, où les mercenaires de Batista demandent où se trouve Fidel Castro, ce à quoi ils répondent tous : « Je suis Fidel », ce qui est une allusion au film Spartacus (1960) de Stanley Kubrick. Dans l'intrigue de la production américaine, les rebelles menés par Spartacus subissent une défaite cuisante. Le consul romain Crassus, qui les a capturés, promet aux captifs de les sauver de la crucifixion à condition qu'ils abandonnent leur chef, mais les esclaves refusent, se soulèvent et crient : « Je suis Spartacus ! », « Je suis Spartacus ! ». Les chercheurs notent que le plus grand nombre de références établies concernent le film d'Armand Gatti El otro Cristóbal (1963). Le dénouement du film du réalisateur français correspond à bien des égards à la mise en scène du début du film de son collègue soviétique. Ainsi, le panorama des palmeraies, vu du ciel, est accompagné d'un texte en voix hors champ : « C'était Cuba » par Gatti et « Je suis Cuba » par Kalatozov. Cependant, alors que dans le premier cas, il y a éloignement de l'île, dans le second cas, au contraire, il y a rapprochement. Toutes deux sont saturées de symbolisme religieux, elles sont réunies par la référence au thème du Christ et de la croix. Les chercheurs prêtent attention au fait qu'une place importante y est également occupée par une composante politique commune, largement interprétée dans l'esprit de l'orientation anti-impérialiste générale de ces œuvres : « Les deux films montrent des manifestations d'étudiants dispersées par des canons à eau, des policiers tirant sur des étudiants, des bombardements aériens de rebelles, des processions de deuil, le rôle disgracieux des Américains, les flaques d'eau et la boue des quartiers pauvres... ». De même, les deux productions présentent des caractéristiques visuelles hors du commun, dues au travail de chefs opérateurs hors pair. Ainsi, alors que Soy Cuba a été filmé par Ouroussevski, El otro Cristóbal a été tourné par Henri Alekan, connu pour sa collaboration avec Abel Gance, René Clément, William Wyler, Jean Cocteau, Marcel Carné entre autres.
Le film, qui se compose de quatre romans non reliés par des personnages et une intrigue communs, a un ton publicitaire, un appel à la lutte contre un système injuste et l'image transversale de « Cuba ». C'est en son nom, en tant que « sorte d'être féminin souffrant et invisible, incarné par ses nombreux enfants, des Cubains rassemblés sous la bannière de Fidel », que sont prononcés des commentaires importants pour la compréhension du film. Le monologue le plus important est celui de la prémonition, qui se déroule dans un paysage côtier tropical avec une imposante croix catholique :
« Я — Куба. Когда-то здесь высадился Христофор Колумб. Он записал в своём дневнике: «Это самая прекрасная земля, которую видели глаза человеческие». Спасибо, синьор Колумб. Когда вы впервые увидели меня, я пела и смеялась, я приветствовала пальмовыми ветвями паруса, я думала, что корабли привезли счастье… Я — Куба. Мой сахар увозили корабли, мои слёзы оставляли мне. Странная вещь сахар, синьор Колумб: столько в нём слёз, а он сладкий »
— Monologue issu du film

« Je suis Cuba. C'est ici que Christophe Colomb a débarqué. Il a écrit dans son journal : "C'est la plus belle terre que l'homme ait jamais vue." Merci, Monsieur Colomb. Lorsque vous m'avez vue pour la première fois, j'ai chanté et ri, j'ai salué les branches de palmier avec des voiles, j'ai pensé que les bateaux apportaient le bonheur... Je suis Cuba. Mon sucre a été emporté par les bateaux, mes larmes sont restées pour moi. Le sucre est une chose étrange, monsieur Colomb, il y a tant de larmes dedans, et il est doux. »

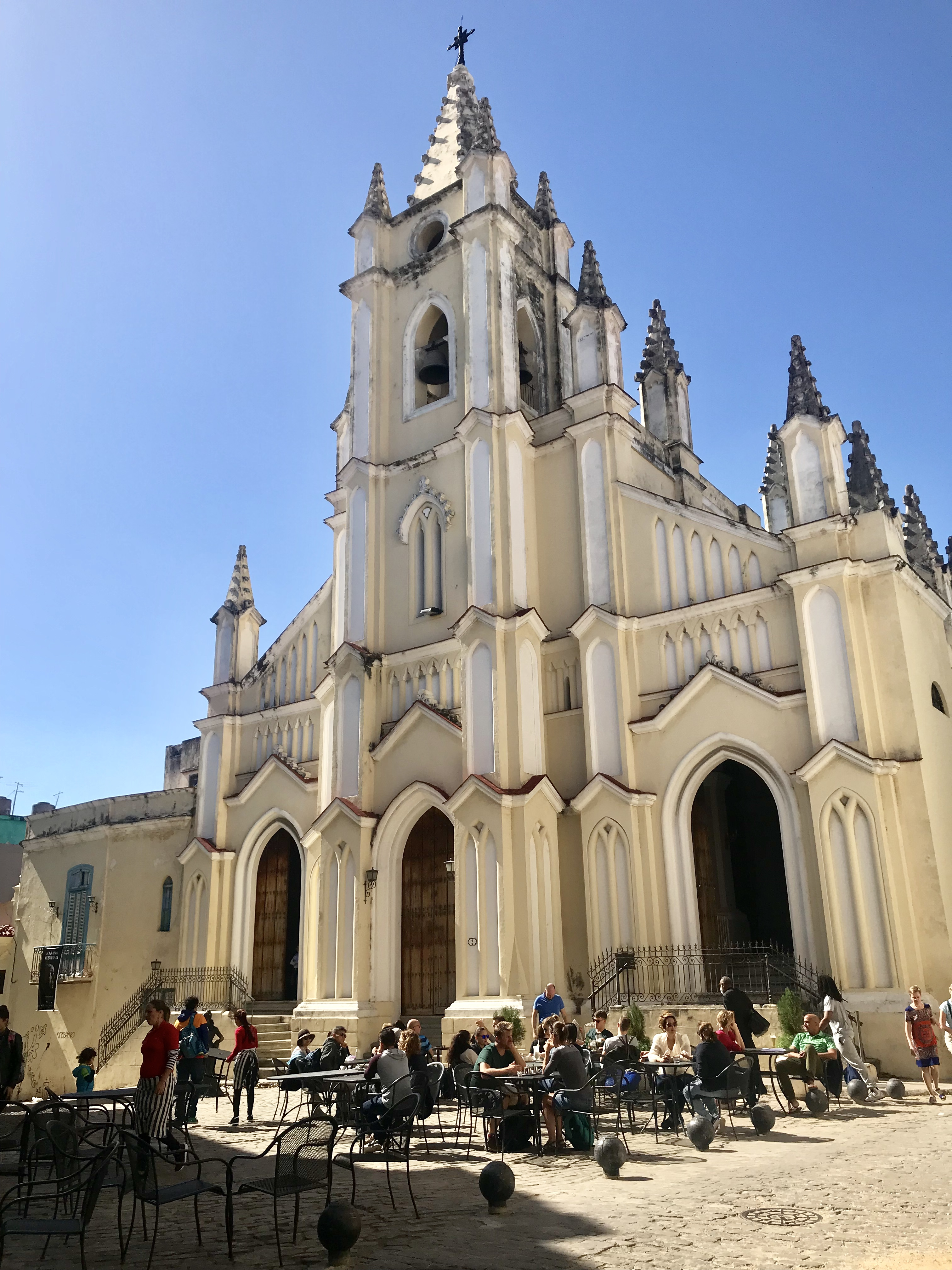
Dans le film, le vendeur de fruits René passe avec sa charrette devant l'église du Saint-Ange-Gardien de La Havane.

L'unité du film est également assurée par sa structure visuelle cadrée. Ainsi, dans les premières images du film, le paysage côtier cubain apparaît à l'écran, la caméra planante et descendant progressivement montre des bosquets de palmiers, et dans le dénouement, le palmier devient la toile de fond de la marche triomphale des révolutionnaires. Sinitsina est encline à conclure que cela est également dû au fait que les auteurs du film ont cherché à refléter des images artistiques compréhensibles pour les spectateurs soviétiques et cubains : « La perception du palmier comme emblème du triomphe peut coïncider chez les deux destinataires potentiels du film, car il fait partie du code culturel européen commun hérité par la Russie et l'Amérique ». La structure du cadre du film est liée à l'utilisation de symboles chrétiens, ainsi qu'aux concepts de « motif du paradis » et de « corne d'abondance », qui sont traditionnels dans la culture cubaine (et, plus largement, latino-américaine). Ainsi, le tout premier commentaire contient les mots suivants : « C'est la plus belle terre que les yeux de l'homme aient vue. Merci, Signor Columbus ». Le motif du paradis apparaît dès le premier épisode : le vendeur de fruits René passe avec sa charrette devant l'église du Saint-Ange-Gardien (espagnol : Iglesia del Santo Ángel Custodio) au cœur de La Habana Vieja, tout en promettant à son amoureuse Maria que leur mariage aura lieu à cet endroit. Ce faisant, René fredonne : « Ici, je vends des oranges, des ananas blancs, des prunes californiennes, des poires juteuses bon marché ». D'autres éléments chrétiens (la croix, le crucifix de Maria Betty, une colombe tuée par les tirs de la police, etc.) sont présents dans le film et se mêlent aux symboles cubains et révolutionnaires.

### Photographie
Selon Mikhaïl Trofimenkov, le fait que « trois auteurs égaux », « trois personnes follement douées » — Kalatozov, Ouroussevski et Ievtouchenko — aient participé à la création du film le rend unique dans l'histoire du cinéma non seulement soviétique mais aussi mondial. En outre, parmi les autres films soviétiques, il se distingue par son aspect visuel saisissant. « Soy Cuba est un film d'orgie où, bien sûr, Ouroussevski est le soliste. Et peut-être qu'Ouroussevski, plus que Kalatozov ou Ievtouchenko, peut prétendre être l'auteur de ce film », a déclaré Trofimenkov. Pavel Grouchko (ru) estime que le film se distingue principalement par « l'art novateur et le travail de caméra époustouflant de Sergueï Ouroussevski » plutôt que par son intrigue « plutôt triviale ». La quasi-totalité du film est tournée en caméra à l'épaule, ce qui permet au spectateur de s'impliquer dans le déroulement des événements à l'écran, en évitant le statisme. Par exemple, la scène du meurtre d'un étudiant rebelle est déterminée par l'utilisation d'un changement brusque de caméra : un coup de feu retentit, le corps de l'étudiant blessé tremble, et à ce moment-là, la caméra s'incline fortement. Une autre technique caractéristique est le plan cassé ou débullé et l'utilisation par Ouroussevski d'un objectif grand angle, qui offre un plus grand angle de vue. L'utilisation de ce type d'objectif a été dictée par la nécessité d'éviter les tremblements en marchant et en déplaçant la caméra. On sait que le chef opérateur avait quelques doutes sur la justesse de cette méthode de tournage. Iouri Trankvillitski (ru) raconte qu'Ouroussevski lui a demandé quels étaient, selon lui, les défauts du film, et qu'il lui a répondu que c'était l'utilisation excessive de « grands angles » : « Le film est brillant, simple et ingénieux, surtout ce qui est tourné avec une caméra à l'épaule ! Mais filmer de belles Cubaines... Je suis allé à Cuba et j'ai admiré les résultats des mariages multinationaux. Les résultats sont merveilleux, mais pourquoi filmer de belles filles avec des caméras grand angle ? À chaque mouvement, il y a des déformations des volumes du visage ». Ouroussevski a répondu qu'il était en fait « trop attaché » à cet objectif. D'autre part, il a répété à plusieurs reprises que la "déformation" des visages, même des personnages positifs, lors de l'utilisation d'objectifs à courte focale, est une longue tradition qui remonte à la peinture. Selon lui, c'est ainsi que l'on obtient la « netteté du regard » cinématographique. Pour étayer sa position, Ouroussevski cite les dessins d'Henri Matisse, les graphiques de Frans Masereel, les peintures de Pablo Picasso et du Greco : « Ces artistes, incomparables dans la netteté du regard, ont aussi une sorte de lentille à courte focale ». En réponse aux critiques qui l'accusent d'utiliser une lentille à courte focale, il dit que la lentille est une sorte de lentille à courte focale. En réponse aux critiques qui l'accusaient de « déformer » les objets dans la scène de l'enterrement d'Enrique, le chef opérateur a affirmé que cette façon de filmer lui permettait d'obtenir des images plus expressives et plus « nettes ».

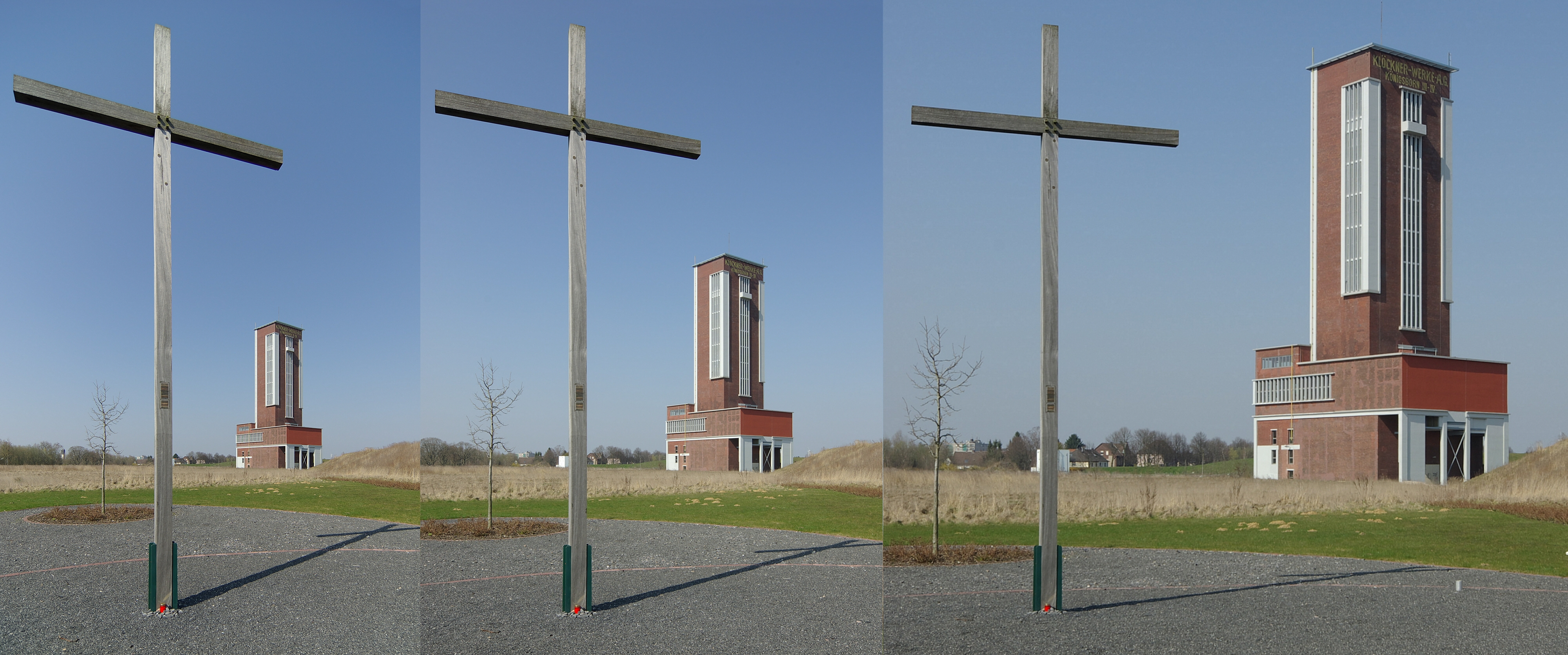
Le même paysage photographié à courte focale (grand angle), focale normale et longue focale.

Les auteurs de l'Histoire du cinéma soviétique (1917-1967), tout en critiquant l'approche « formaliste » du sujet de la révolution cubaine, écrivent qu'il est difficile de nier le travail « exceptionnel » de mise en scène et de photographie des auteurs du film. Les qualités remarquables du film sont sa façon de magnifier la nature, la puissance originale de certaines scènes, l'utilisation très professionnelle d'objectifs à courte focale, les effets provoqués par l'utilisation de pellicules infrarouges (infrachroma) et le mouvement libre et fluide de la caméra libérée d'Ouroussevski. Les mêmes auteurs soulignent qu'à cet égard, le film « étonne et ravit à nouveau », on ne peut qu'être captivé par sa poétique visuelle, sa « puissante poésie » : « l'image d'une terre promise apparemment vierge qui apparaît dans l'introduction, la côte de Cuba comme si elle était vue par les premiers navigateurs, les palmiers fantastiques argentés, l'eau sombre, les bosquets de roseaux, la course inaudible de mystérieuses embarcations ». L'artiste Vitali Goriaïev a expliqué que les épisodes contrastés (paysage blanc contre ciel sombre) ont été rendus vivants par la nécessité de transmettre par des moyens cinématographiques le drame profond de la scène, son essence psychologique.
Le film fait un usage intensif du montage à l'image (ru), par exemple dans le premier épisode, où l'action se déroule à l'hôtel Capri, et dans le troisième, dans la scène du cortège funèbre dans les rues de La Havane. Lors de la longue scène dans l'hôtel, le cadreur se déplace avec la caméra dans la pièce, suit les personnages, descend dans l'ascenseur et entre même dans la piscine. Roger Ebert a déclaré que ces images étaient les plus étonnantes qu'il ait jamais vues. De nombreux experts ont été impressionnés par l'habileté technique des chef opérateurs dans la scène du cortège funèbre bondé. Martin Scorsese a déclaré qu'il était très intéressé par la façon dont les cinéastes soviétiques avaient réussi à le faire : « Oui, j'ai vu qu'il s'agissait d'un très long plan-séquence, mais je ne m'attendais pas à ce que la caméra sorte par la fenêtre et reste suspendue au milieu de la rue. Cela m'a époustouflé. Je suis moi-même réalisateur, mais ce n'est même pas la technique qui m'a frappé, j'ai été frappé par sa beauté ». L'historien du cinéma Khrenov a écrit que cette scène, filmée par le cadreur depuis le haut, « donne tout simplement une impression cosmique », et l'historien du cinéma Kamill Akhmetov l'a décrite comme « le plan-séquence le plus incroyable et le plus techniquement parfait du film ». Goriaïev est arrivé à la conclusion que cette scène reflète la caractère personnel de l'artiste Ouroussevski, sa formation initiale reçue à l'Institut supérieur artistique et technique de Leningrad (ru) (VKhUTEIN) et son étude constante de la peinture. Ce cortège funèbre a une monumentalité et une majesté particulières, prédéterminées par les moyens du chef opérateur, lorsque la vue d'en haut semble ralentir la circulation dans la rue, qui, grâce à ce panorama, est devenue infinie, grisante et solennelle. Goriaïev suggère que ce dispositif artistique est dû à la nécessité de minimiser le « bouillonnement » de la capitale havanaise afin de ralentir le mouvement des personnes par le biais d'un tel contraste visuel. Le même auteur conclut sa réflexion par l'éloge suivant : « Une technique très intéressante ! On sent qu'elle a été pensée par un grand artiste ».
La réalisatrice soviétique et historienne du cinéma Maïa Merkel (ru) a noté que, de film en film, la photographie d'Ouroussevski et sa vision de l'écran devenaient de plus en plus complexes, ses images plus fantastiques et ses méthodes techniques plus sophistiquées. Ses solutions plastiques et visuelles impressionnaient de plus en plus non seulement le public, mais aussi ses collègues. Elle a écrit que dans un film tourné avec une caméra de haut niveau, les auteurs ne s'intéressent pas à l'intrigue et aux personnages, et que le message est fourni par des moyens visuels conçus pour affecter les sentiments du spectateur. Ils atteignent leur but presque sans mots : « Chacun d'entre eux — chagrin, joie, désespoir, ravissement — a trouvé une expression plastique. Et l'écran agit plus sur les sens que sur l'esprit ». Maïa Merkel cite deux scènes en exemple : la danse de Maria (Betty la prostituée) dans le premier épisode, qu'elle décrit comme « l'extase dans son expression graphique », une « vision matérielle qui défile devant le regard » de la jeune fille, et l'épisode du paysan dans le deuxième épisode qui brûle sa récolte de canne à sucre et est poussé à la folie. Dans cette scène vivante de la colère et de la frénésie du paysan, la photographie exprime diverses émotions : « Les tonalités sont criardes. La fumée noire est déchirée par un feu blanc aveuglant. Des branches de roseau fouettent l'écran. C'est comme si la caméra n'était pas dans les mains de l'opérateur, mais sur le fil du rasoir : elle monte - descend, monte - descend. Sur l'écran - un visage, une main, un roseau, une main, un roseau, un couteau, des yeux... Il n'y a pas de compositions, de constructions, de cadres séparés, seulement un cri, exsudé par les lignes, la lumière, la tonalité ».
La littérature cinématographique souligne que, dès ses premiers films, Kalatozov s'est efforcé de transmettre le rythme du récit cinématographique, qui visait à créer un effet dramaturgique. Ce modèle rythmique est caractéristique de plusieurs de ses films et trouve son expression dans Soy Cuba. Les scènes suivantes peuvent lui être attribuées : la poussée de la perche utilisée par le rameur pour guider le bateau au début du film ; les coups de machette dans les roseaux ; les battements de cœur de l'étudiant Enrique, combiné de manière contrapuntique par les bruits de la rue lorsqu'il vise le policier depuis le toit d'un gratte-ciel. En même temps, le rythme et la cadence du film, qui ne correspondaient pas au tempérament latino-américain, ont suscité des critiques du côté cubain. Ce point de vue a été exprimé dans le documentaire de Vicente Ferras, ainsi que par Salvador Wood, un acteur qui a participé au tournage de Soy Cuba, qui a donnant en exemple la scène dans laquelle Enrique suit un policier pendant un temps déraisonnable, émotionnellement fastidieux et long, avec l'intention de lui jeter une pierre.
Malgré les accusations de formalisme et de création d'une œuvre dans l'esprit de « l'art pour l'art », la littérature cinématographique souligne que les techniques de prise de vue d'Ouroussevski ont été concrétisées par l'intégrité du concept et les exigences d'un développement dramatique travaillé. Kamill Akhmetov cite comme exemple la scène tendue de l'attaque par la police d'une imprimerie étudiante illégale, la scène dynamique d'une manifestation antigouvernementale et l'épisode dramatique du meurtre d'un manifestant, réalisé à l'aide d'effets optiques, comme exemples de l'utilisation organique des plans-séquences par le chef opérateur. Une position semblable a été adoptée par Roman Ilyine, qui a écrit à propos de la scène de la procession de deuil : « Bien sûr, la technique de ce tournage est unique, extrêmement complexe, mais elle n'est pas du tout formaliste, car elle est entièrement justifiée par le contenu pour lequel elle a été inventée ». Alexeï Batalov a également rejeté les accusations portées à l'encontre d'Ouroussevski, liées à sa prétendue recherche expérimentale purement formaliste. Notant que la nature profonde de toutes les aspirations du chef opérateur est principalement causée par son désir constant de transmettre « par des moyens purement cinématographiques le monde intérieur de l'homme, les impulsions les plus profondes de l'âme humaine », l'acteur a déclaré : « C'est cela, plutôt que le désir de faire briller la technique, qui l'a poussé à tester quotidiennement toutes sortes de nouveaux moyens et de nouvelles méthodes de tournage ».
La célèbre scène de l'hôtel Capri est remarquable pour l'œuvre de l'artiste René Portocarrero, qui a créé les images des filles de La Havane qui sont forcées de se prostituer et de danser pour amuser les touristes américains. Selon Trofimenkov, l'artiste s'est exprimé à sa manière habituelle, et les femmes latino-américaines du film semblent être issues de ses toiles tropicalo-baroques : « Il est clair que toutes notions de mesure et de bon goût sont malmenées dans ce film. C'est une orgie cinématographique, une célébration cinématographique de la frénésie de la caméra et de l'ego de ses auteurs ».